# Ángel Di María
Ángel Fabián Di María (Rosario, Santa Fe, 14 de febrero de 1988) es un futbolista argentino que juega de extremo en el Club Atlético Rosario Central de la Primera División de Argentina. Fue internacional con la selección de Argentina desde 2008 hasta 2024, donde se lo considera uno de los mejores exponentes de todos los tiempos.
Su debut se produjo en Rosario Central el 14 de diciembre de 2005 en el empate 2-2 con Independiente.Tras ser considerado como promesa de la cantera rosarina fue fichado por el Benfica, donde disputó 45 partidos y ganó tres títulos. En 2010 llamó la atención del Real Madrid, club que lo contrató por cinco años. En el club español ganó su primera y única Liga de Campeones de la UEFA, convirtiéndose también en referente del plantel. En 2014-15 tuvo un breve paso por el Manchester United para luego fichar por el Paris Saint-Germain, donde estuvo siete años y ganó diecinueve títulos. En 2022 se desligó del PSG para ser contratado por la Juventus de Turín, donde jugó cuarenta partidos y desde allí volver al Benfica, después de trece años.
Di María, y su compatriota Lionel Messi, son los únicos jugadores en la historia de este deporte que ganaron una Copa Mundial Sub-20, una medalla de oro olímpica y una Copa Mundial. También ostenta el récord de convertir goles en tres finales distintas con la selección absoluta de Argentina (a Brasil en la Copa América 2021, a Italia en la Finalísima 2022, y a Francia en el Mundial de Catar 2022). Además, con la selección sub-23, anotó en la final contra Nigeria en los Juegos Olímpicos de Pekín 2008. Esto lo convierte, dentro de la historia del fútbol, en uno de los cuatro futbolistas (el uruguayo Pedro Cea, y los húngaros Zoltán Czibor y Ferenc Puskás, los restantes) en anotar al menos un gol en una final olímpica y una del mundo, y el primero en lograrlo desde 1954; es uno de los dos futbolistas (junto con el brasileño Ronaldo) en marcar en una final de América y del mundo; y el único en hacerlo en una final continental, olímpica y del mundo.

## Biografía
Nació el 14 de febrero de 1988 en la ciudad de Rosario, Santa Fe, y creció en el barrio Parque Casas, ubicado en la zona norte de la ciudad. Su padre, Miguel, estuvo a punto de ser jugador profesional de fútbol en River Plate pero sufrió una lesión antes de poder debutar y se alejó de la actividad. Miguel tenía una carbonería y Ángel desde pequeño le ayudó a armar las bolsas de carbón y repartirlas, hasta que debutó en primera división.
En su infancia, presentó un cuadro de hiperactividad, por lo que su madre Diana lo llevó a practicar fútbol, por recomendación de su pediatra. Su primer club fue El Torito, que se encontraba a pocas cuadras de la casa donde vivía con su familia.
En 1995, con seis años de edad, jugó un partido definitorio para ganar una liga local ante Rosario Central, donde anotó los dos goles de la victoria (uno de ellos olímpico). Gracias a ese encuentro y sus actuaciones en el club (hizo 64 goles en un año) llamó la atención de Ángel Tulio Zof, quien convenció a su familia para que pasara a jugar de forma definitiva en Central. Allí empezó a jugar baby fútbol y, desde pequeño, compartió equipo con jugadores que más tarde llegaron a primera división como Nahuel Valentini, Milton Caraglio y Emiliano Vecchio. En 2002, cuando tuvo edad de novena división, debutó en el torneo de inferiores de AFA, sin embargo compitió casi todo el año en la liga rosarina de fútbol, donde Central fue campeón. Debido a su contextura física casi no participó de las inferiores de AFA en octava división y durante el año 2004 no jugó ningún minuto en el equipo que salió campeón de séptima división. En esos torneos, en su puesto habitualmente era titular Gervasio Núñez y él siguió compitiendo en la liga rosarina. Recién en 2005 en sexta división, gracias a su buen rendimiento, tuvo la oportunidad de competir a nivel nacional con continuidad con Marcelo Trivisonno como entrenador.
En una carta que escribió muchos años después, el futbolista relató:

A los 16, todavía no me habían promovido, y mi papá se empezó a preocupar. Una noche estábamos sentados en la cocina y me dijo: 'Tenés tres opciones: Podés trabajar conmigo. Podés terminar la escuela. O podés probar otro año más con el fútbol. Pero si no funciona, vas a tener que venir a trabajar conmigo'. No dije nada. Era una situación complicada, necesitábamos la plata. Pero ahí saltó mi mamá y dijo: 'Un año más en el fútbol'. Eso fue en enero. En diciembre de ese año, en el último mes del plazo que nos habíamos puesto, debuté en Primera con Rosario Central
 Ángel Di María

## Trayectoria

### Inicios en Rosario Central (2005-2007)
Debutó en el primer equipo de Rosario Central en 2005 con tan solo 17 años. El técnico por ese entonces, Ángel Tulio Zof, lo hizo debutar en el empate 2-2 frente a Independiente, en la última fecha del Torneo Apertura, el 14 de diciembre de 2005. Ingresó a los 72 minutos con el dorsal 38 en reemplazo de Emiliano Vecchio.
Además del torneo local, Central afrontaba la Copa Libertadores 2006. Allí hizo su debut internacional el 9 de febrero en la derrota por 1 a 0 ante Atlético Nacional, en Colombia. Entró al partido reemplazando a Diego Calgaro a los 72 minutos. Jugó otros tres encuentros en la fase de grupos del torneo, siempre entrando desde el banco. Su segundo partido en Primera División 2005-06 fue el 12 de febrero de 2006 por la cuarta fecha del Torneo Clausura ante Lanús. Los rosarinos perdieron 2 a 0, sin embargo este sería su primer partido como titular. Durante el resto del torneo ingresó siempre como suplente a los partidos. Su primer gol lo marcó en el Torneo Apertura de ese mismo año, el 24 de noviembre por la decimoséptima fecha en la victoria por 4 a 2 ante Quilmes, ya correspondiente a la temporada 2006-07.
Durante el Torneo Clausura 2007 se consolidó en el equipo y jugó 18 de los 19 encuentros del torneo, la mayoría como titular, formando una gran dupla con Damián Diaz. A pesar de que su equipo tuvo un torneo regular, él marcó 5 goles y se convirtió en el goleador del equipo de ese campeonato. Su último partido en Rosario Central lo jugó el 16 de junio de 2007 en la derrota por 3 a 1 ante Colón, marcando el gol de su equipo.
En el club rosarino jugó en total 39 partidos convirtiendo 6 goles hasta junio de 2007 cuando fue transferido junto a su compañero de equipo Andrés Díaz al Benfica, de Portugal, gracias a su actuación en la Copa Mundial de Fútbol Sub-20 de 2007. Antes, había sido pretendido por Boca Juniors, que había ofrecido por su fichaje la cantidad de 6.500.000 $ USA. En enero de 2007 tuvo la oportunidad de jugar en el Rubin Kazan de Rusia, en un acuerdo que en un principio aceptó pero que acabaría rechazando.

### Ascenso en Portugal: Benfica (2008-10)

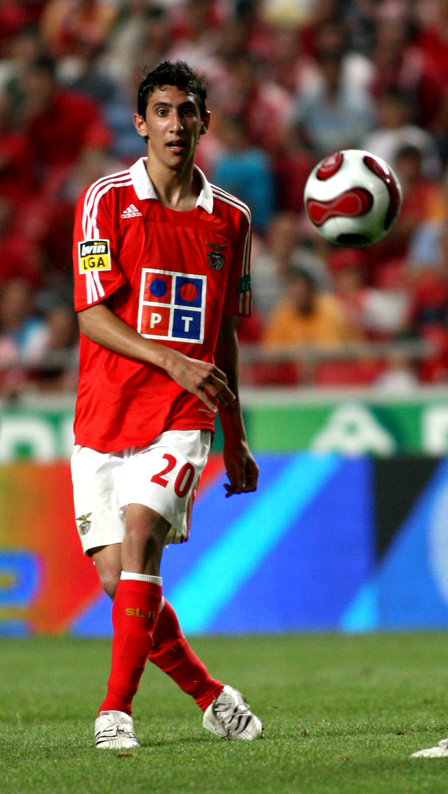
Di María jugando en el Benfica contra el A. Naval 1º Maio el 15 de septiembre de 2007.

Tras varias encuestas, acabó fichando con el Benfica por 6 millones de euros (aproximadamente 8,3 millones de dólares), en julio de 2007, con la intención de que sustituyera a Simão Sabrosa, que acababa de dejar el club para jugar en el Atlético de Madrid. El Benfica pagó a Rosario Central 6 millones de euros por el 80% de sus derechos deportivos y el 50% de los derechos deportivos de Andrés Díaz. Más tarde, en agosto de 2008, el club portugués pagó 2 millones de euros adicionales por el 20% restante, pero vendió el 10% a GestiFute, una compañía portuguesa de agentes deportivos. Tras las primeras impresiones en su primera temporada, en octubre de 2009, firmó un nuevo contrato, añadiendo tres años más a su contrato actual, que se prolongaría hasta el 30 de junio de 2015 con su tarifa de liberación fijada en un mínimo de 40 millones de euros.
Pero fue recién en la temporada 2009-10 cuando logró demostrar todo su potencial con la camiseta del Benfica; muchos dicen que esto sucedió gracias a la confianza que depositó en él el técnico Jorge Jesús. En el club portugués, estuvo cerca de la marca de los 100 partidos (jugó 97) y logró marcar 17 veces, hasta mayo de 2010. En la temporada 2009-10, fue el líder de asistencias, y fue considerado el mejor jugador de la liga portuguesa en ese momento. Uno de sus mejores partidos con el Benfica fue el 22 de octubre de 2009, ante el Everton, en la UEFA Europa League, en el que dio tres asistencias, siendo el resultado final 5-0 y la mayor derrota del equipo inglés en competiciones europeas hasta la fecha. Otra de sus mejores actuaciones fue ante el Olhanense en la penúltima jornada de la liga portuguesa, tras haber realizado dos asistencias y anotando un gol en la victoria por 5-0 del Benfica.
Marcó el primer hat-trick de su carrera en un partido contra el Leixões que ganó el Benfica por 4-0, pero un cuarto gol fue anulado por error, perdiendo la oportunidad de haber hecho un póquer. Antes de dejar el club, agradeció a Jorge Jesús toda la confianza que depositó en él, afirmando que hasta entonces había sido el único entrenador que había creído en su potencial como jugador.

### Real Madrid (2010-2014)

#### 2010-2011: Temporada debut
El 28 de junio de 2010, el Real Madrid publicó en su página web que había llegado a un acuerdo con el Benfica para su traspaso. Firmó un contrato por cinco años por 25 millones de euros, más 11 millones de incentivos, según anunció un día después el ente regulador de la bolsa de valores de Portugal. El 7 de julio de 2010, tras finalizar el Mundial de Sudáfrica, llegó a Madrid directo desde Buenos Aires y pasó su examen médico al día siguiente.

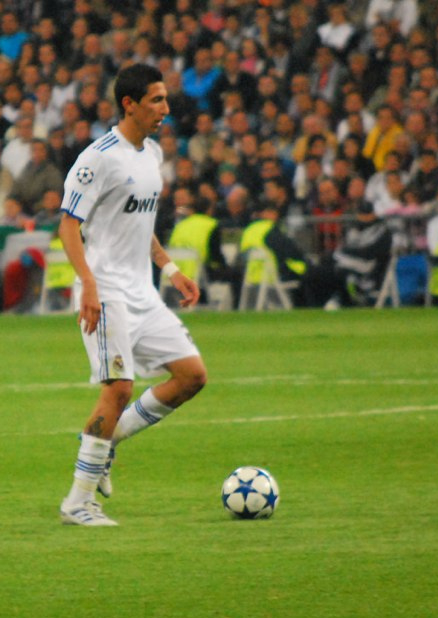
Di María con el Real Madrid en un partido de la Liga de Campeones contra el A. C. Milan el 19 de octubre de 2010.

Su primer partido con el Real Madrid fue un amistoso ante el Club América, que su equipo ganó por 3 a 2. El 22 de agosto, anotó su primer gol en un amistoso contra el Hércules CF, donde su equipo ganó por 3 a 1. En su estreno con el Real Madrid en el estadio Santiago Bernabéu marcó un gran gol de jugada individual contra Peñarol de Uruguay y su equipo logró ganar el Trofeo Santiago Bernabeu.
Su debut en la liga española se produjo el 29 de agosto de 2010 ante el RCD Mallorca. El 18 de septiembre marcó su primer gol oficial en la victoria por 2 a 1 ante la Real Sociedad. Diez días más tarde, anotó un gol en la Copa de Europa ante el AJ Auxerre que permitió a su equipo imponerse por 1 a 0. En el partido de vuelta de los octavos de final de la Copa de Campeones hizo el tercer y último gol en la victoria por 3 a 0 ante el Olympique de Lyon y su equipo logró pasar esa instancia por primera vez en 7 años. También anotó contra el Tottenham Hotspur por los cuartos de final, aunque el Real Madrid terminó perdiendo en semifinales con el Barcelona. El 20 de abril, se fue expulsado a los 31 minutos del tiempo extra de la final de la Copa del Rey contra el Barcelona. Sin embargo el Real Madrid ganó 1 a 0 con un gol de Cristiano Ronaldo de cabeza tras un centro suyo, obteniendo su primer título con el conjunto madrileño.
En una encuesta realizada a los lectores del periódico deportivo Marca durante 2010, fue elegido como la mejor incorporación del Real Madrid ese año.

#### 2011-12: Campeón de La Liga
El comienzo de la temporada 2011/12 fue destacable para él ya que durante casi toda la primera vuelta fue uno de los mejores asistidores del Madrid junto a Mesut Özil. Sin embargo una serie de lesiones a finales de 2011 y principios de 2012 le impidieron tener continuidad. A finales de temporada, ya recuperado, volvió a los terrenos y continuó colaborando aunque en menor medida que en la primera vuelta. Terminó la temporada con 7 goles en todas las competiciones y con 13 asistencias en la liga, siendo el 3° mejor asistidor solo por detrás de su compañero de equipo Mesut Özil y su compatriota Lionel Messi. Finalizó la temporada ganando la Liga BBVA que sería recordada como la Liga de los récords por los 100 puntos y 121 goles conseguidos por el Real Madrid, que supusieron un récord en toda la historia de la competición.

#### 2012-14: Extensión de contrato y campeón de la Liga de Campeones
La temporada empezó bien para Di María, pues su equipo logró la Supercopa de España al ganarle al FC Barcelona. Ángel hizo uno de los goles del Madrid en el partido de ida al aprovechar un error del portero blaugrana Víctor Valdés: lo presionó cuando tenía la pelota, se la ganó y finalmente la empujó a las redes. Ese gol fue fundamental para el Real Madrid, pues con él llegaron al partido de vuelta con distancia de tan solo un gol. Finalmente el marcador global quedó 4-4 y el Real Madrid ganó el torneo por haber convertido más goles de visitante.
Aunque no tuvo la mejor temporada, sí contribuyó en los grandes momentos, entre los que destaca el envío del centro para el gol de Cristiano Ronaldo ante el Manchester United el 13 de febrero. Registró 17 asistencias y marcó 9 goles a lo largo de la temporada en 52 partidos, marcando en particular contra el Atlético de Madrid y el Málaga. El 9 de agosto de 2012 firmó un nuevo contrato con el Real Madrid, manteniéndose en el club hasta 2018.

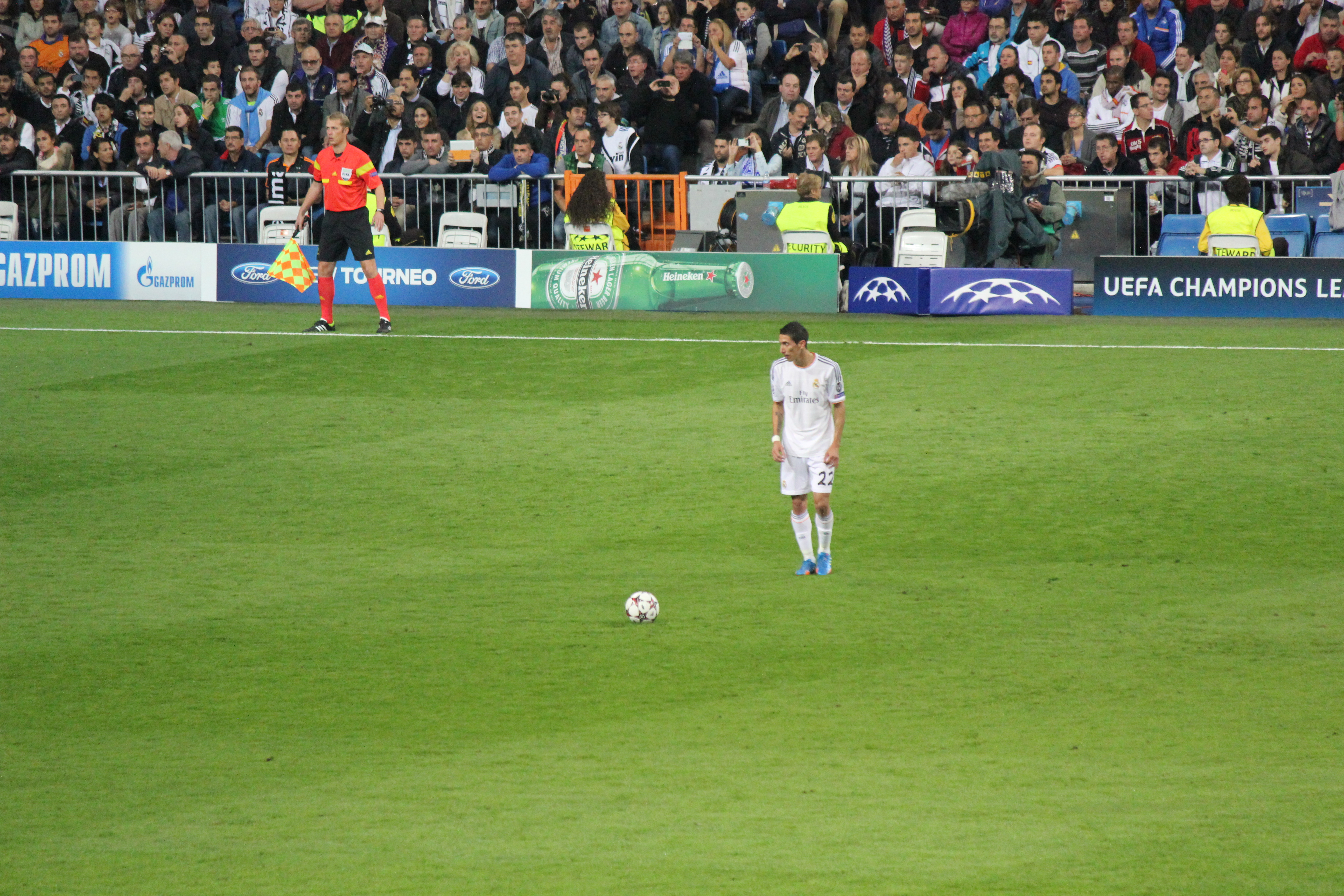
Di María jugando frente a la Juventus de Turín por la Liga de Campeones 2013-14, en 2013.

En la temporada 2013-14, con la adquisición del extremo galés Gareth Bale y debido a decisiones tácticas del nuevo entrenador del club, Carlo Ancelotti, su posición se cambió de extremo a la de un mediocampista ofensivo, formando un trío en el centro del campo junto a Luka Modrić y Xabi Alonso en una formación 4-3-3. Contribuyó a la victoria 2-1 del equipo sobre el Barcelona en la final de la Copa del Rey 2014 con el primer gol, y fue el líder de asistencias en La Liga de la temporada, aportando 17.
En la final de la Liga de Campeones de la UEFA 2013-14 contra el Atlético de Madrid el 24 de mayo de 2014, durante el tiempo extra en el cual el partido estaba empatado 1-1, regateó a dos jugadores antes de realizar un disparo para la parada del portero Thibaut Courtois. Gareth Bale, estuvo allí para cabecear el rebote en la red en el minuto 110, dando al Real Madrid una ventaja de 2-1 sobre el Atlético en una eventual victoria por 4-1. Fue nombrado mejor jugador del partido por la UEFA y el exentrenador del Manchester United, sir Alex Ferguson, le otorgó el honor.
Fue un suplente no utilizado cuando el Real Madrid ganó la Supercopa de Europa 2014 contra el Sevilla el 12 de agosto. Una semana después, en el partido de ida de la Supercopa de España, jugó los últimos 15 minutos del empate 1-1 en casa contra el Atlético de Madrid en lugar de Luka Modrić, en la que fue su última aparición en el Real Madrid. El 22 de agosto el entrenador del equipo, Ancelotti, reveló que no lo incluyó en la convocatoria para la vuelta de la Supercopa, porque pidió ser vendido durante el verano.

### Pequeña etapa en Manchester United (2014-15)
El 26 de agosto de 2014 se hizo oficial su fichaje por el Manchester United en un contrato por cinco años, por 75 millones de euros más 15 millones en conceptos de variables, convirtiendo al jugador en el fichaje más caro en la historia del fútbol inglés. Luego de esto, Di María declaró que su salida del club se debió a su poca afinidad con los directivos. Su presentación oficial fue recibida por el director técnico de los "Diablos Rojos" Louis van Gaal en la cual el dieron la dorsal número 7, que fue usada previamente por leyendas del club como George Best, Bryan Robson, Éric Cantona, David Beckham y Cristiano Ronaldo. Anotó su primer gol el 14 de septiembre, de tiro libre en la victoria por 4-0 sobre el Queens Park Rangers. Además, en ese mismo partido asistió a Juan Mata y fue nominado al "jugador del partido".
En el próximo partido contra el Leicester City el 21 de septiembre de 2014, volvió a marcar un gol y proporcionó otra ayuda aunque United perdió el juego 5-3.
El 2 de octubre de 2014, ganó el premio al jugador del Manchester United del mes de septiembre, después de lograr dos goles y dos asistencias en sus primeros cuatro partidos. Continuó su racha de buena forma el 5 de octubre de 2014 al anotar un gol y proporcionar una asistencia para el colombiano Radamel Falcao en la victoria por 2-1 frente al Everton. Luego, fue sustituido por una lesión en el bíceps femoral en el minuto 13 en la derrota 3-0 contra el Hull City, el 29 de noviembre y posteriormente hizo una sola aparición de sustituto en los siguientes siete partidos.
El 4 de enero de 2015, regresó de una lesión para anotar un gol en la victoria por 2-0 contra Yeovil Town en la tercera ronda de la FA Cup. El 11 de enero, fue utilizado como delantero por el gerente de Louis van Gaal, pero no anotó, en una derrota por 1-0 a Southampton. Este nuevo papel llegó en medio de una mala racha: fue expulsado el 9 de marzo cuando perdieron 2-1 en casa ante el Arsenal en la sexta ronda de la FA Cup, siendo amonestado por simular y por agarrar la camiseta del árbitro Michael Oliver.
En febrero, unos intrusos derribaron una verja para intentar entrar en la casa de Di María en Manchester. La familia estaba cenando cuando saltó la alarma. Di María llevó a la familia a un hotel de Manchester tras el incidente. En 2020, la mujer de Di María afirmó que la vida en Manchester era «horrible».
Terminó su única temporada con 4 goles en 32 partidos. Di María culpó al entrenador Louis van Gaal por sus dificultades de adaptación. En 2016, el jugador criticó: «Empezaba un partido en una posición y al siguiente en otra. Marcaba goles jugando en una posición y de repente, en el siguiente partido, me elegían para jugar en otra posición.». Ya en 2024, Di María afirmó que el holandés era el peor entrenador que había tenido. En 2019, Louis van Gaal respondió: «Di María dice que yo fui el problema. Le puse en todas las posiciones de ataque. Puede comprobarlo. Nunca me convenció en ninguna de esas posiciones. No pudo con la presión constante del balón en la Premier League. Ese era su problema». En 2022, Louis van Gaal retomó el tema y lo atenuó: «Di María es un muy buen jugador. Jugó en el Manchester y tuvo muchos problemas personales. Entraron en su casa, robaron, y eso afectó a su nivel de rendimiento».

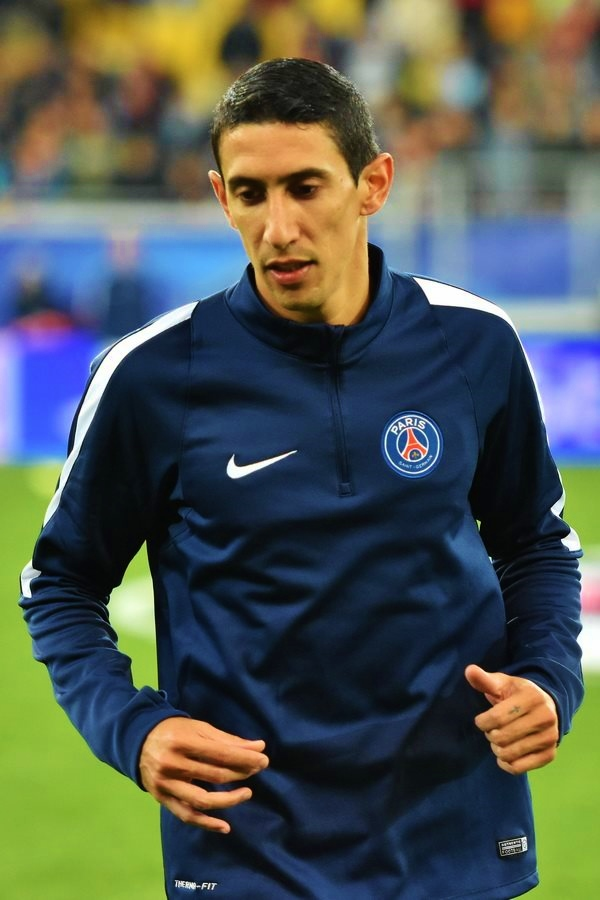
Di María durante un precalentamiento con el PSG en su primera temporada, 2015.

### Paris Saint-Germain (2015-2022)

#### 2015-16: Transferencia y cuadruplete nacional
El 6 de agosto de 2015 se confirmó su fichaje por el Paris Saint-Germain tras varias semanas de especulaciones y habiendo sido vinculado a varios otros grandes equipos de Europa. La operación totalizó 63 millones de euros, convirtiéndolo en el segundo jugador más caro en la historia de la Ligue 1 y también en el que más dinero ha generado en términos de traspasos entre clubes (€179M). Fue presentado al día siguiente, asignándosele el dorsal número 11.
En su primera temporada en el club francés, consiguió el triplete nacional, es decir, la Ligue 1 2015-16, la Copa de la Liga de Francia 2015-16 y la Copa de Francia 2015-16.
En el partido en casa de la fase de grupos de la Liga de Campeones 2016-17 contra el FC Basel el 19 de octubre de 2016, anotó el primer gol en el minuto 40 en la victoria por 3-0 del PSG para registrar su primer gol de la temporada. El 19 de noviembre abrió el marcador con su primer gol de la temporada en la Ligue 1 en la victoria en casa por 2-0 ante el F.C. Nantes.

#### 2017-2022: Dominio local y final europea
El 14 de febrero de 2017, anotó un doblete cuando el PSG derrotó al Barcelona por 4-0 en el partido de ida de los octavos de final de la Liga de Campeones en el Parc des Princes. El 1 de abril, marcó en la victoria del PSG por 4-1 sobre el Mónaco en la final de la Copa de la Liga 2017. El 8 de mayo de 2018, jugó cuando el PSG ganó 2-0 a Les Herbiers para hacerse con la Copa de Francia 2017-18.
En el partido de ida de los octavos de final de la Liga de Campeones de su equipo contra su ex club Manchester United en la temporada 2018-19, Di María sufrió una lesión grave tras una entrada de Ashley Young; sin embargo, se negó a ser sustituido y, en los momentos finales del juego, ayudó al gol de Kylian Mbappé para una victoria por 0-2 en Old Trafford. Finalmente, el PSG perdió 1-3 en el partido de vuelta y fue eliminado en octavos de final por tercera temporada consecutiva.
En la fase de grupos de la Liga de Campeones de la UEFA 2019-20, Di María marcó un doblete en la victoria por 3-0 sobre su antiguo club, el Real Madrid, el 18 de septiembre de 2019. El 18 de agosto de 2020, Di María anotó un gol y registró dos asistencias en la victoria por 3-0 en la semifinal de la Liga de Campeones del PSG sobre el RB Leipzig; el club jugó contra el Bayern de Múnich en la final, pero perdió el partido 1–0.
En 2021 ganó la Copa de Francia y la Supercopa de Francia con el Paris, logrando concretar 18 asistencias y convirtiendo 6 goles en 43 presencias.
En 2022, tras pocas presencias y actuaciones no muy relevantes, nuevamente coronó la Ligue 1 y se especuló una posible salida a la Juventus de Turín ya que el PSG no le renovaría el contrato que vencía en junio de ese mismo año. El 21 de mayo de 2022, disputó su último partido frente a FC Metz, en el que logró convertir su último gol con el Paris, y se retiró en el minuto 73' con una ovación de la hinchada y un pasillo de honor hecho por sus compañeros que se encontraban en el campo.

### Juventus (2022-2023)
El 8 de julio de 2022, el conjunto turinés confirmó su fichaje por una temporada. Hizo su debut en el club el 15 de agosto, contra el Sassuolo Calcio, en el primer partido de la temporada de la Serie A de la Juventus; marcó el primer gol al minuto 26' y luego asistió al segundo gol de Dušan Vlahović en la victoria por 3-0, pero fue sustituido en la segunda mitad debido a una lesión. En una derrota por 2-1 ante su ex club, el Benfica, el 15 de septiembre, hizo su aparición número 100 en la Liga de Campeones de la UEFA y debutó con la Juventus en esa competencia.
El 23 de febrero de 2023, anotó el tercer hat-trick de su carrera en una victoria por 3-0 en la Liga Europa de la UEFA sobre el Nantes.

### Regreso al Benfica (2023-2025)
Di María firmó un contrato de un año con el Benfica el 6 de julio de 2023 y fue presentado ante 2500 aficionados en la entrada del Estádio da Luz.
Hizo su debut de regreso con el Benfica el 9 de agosto, anotando el primer gol en una victoria por 2-0 en el O Clássico contra el Porto, equipo ganador de la Copa de Portugal, en la edición 2023 de la Supercopa de Portugal, ganando su cuarto trofeo con el club y su primer trofeo de regreso.

### Regreso a Rosario Central (2025-)
El 29 de mayo de 2025, el club rosarino anunció que su canterano regresaba a casa tras 17 años de carrera en el fútbol europeo. Después de que el Benfica terminó su participación en la Copa Mundial de Clubes de la FIFA 2025 en los octavos cayendo por 4-1 ante Chelsea F. C. con gol de Di María, el vínculo del extremo terminó y se incorporó a las filas del elenco canalla. Finalmente, el 7 de julio se dio la presentación oficial mediante una conferencia de prensa en las instalaciones del club en donde declara que su único sueño pendiente es ganar un título con Rosario Central.

## Selección nacional

### Categorías juveniles
Durante enero de 2007 el mediocampista jugó con la selección de fútbol de Argentina sub-20 en el Sudamericano Sub-20 de 2007. Jugó 3 de los 4 partidos de la fase de grupos y marcó dos goles en el empate 3 a 3 con Uruguay. Participó de tres de los cinco partidos de la fase final y su seleccionado terminó segundo, lo que permitió clasificarse para la Copa Mundial de Fútbol Sub-20 de 2007 y los Juegos Olímpicos de Pekín 2008. Durante junio de 2007 Di María fue seleccionado para participar del Mundial sub-20. Jugó los dos primeros partidos de la primera fase, y le anotó un gol a Panamá en la goleada de 6-0. Anotó en los octavos de final ante Polonia en la victoria 3-1 de Argentina. Fue titular ante México en los cuartos de final aunque se fue reemplazado en el segundo tiempo. En las semifinales anotó ante Chile en la victoria 3-0. No pudo disputar la final ante la República Checa ya que se lesionó en el comienzo del segundo tiempo al chocar con el jugador chileno Arturo Vidal. En total anotó 3 goles y su equipo fue campeón del mundo.
En 2008 volvió a defender a su selección participando en los Juegos Olímpicos de Pekín 2008. Empezó el torneo como suplente, ingresó desde el banco en el primer partido ante Costa de Marfil en el segundo tiempo en reemplazo de Ezequiel Lavezzi. El partido terminó 2 a 1 a favor del seleccionado argentino. En el segundo encuentro ante Australia ingresó en el segundo tiempo en lugar de Sergio Agüero y envió el centro para que Lavezzi haga el único gol del partido. Además pateó un penal a los 79 minutos que fue atajado por el arquero Dragan Stojković. Jugó la totalidad del partido ante Serbia por el último encuentro de la fase de grupos.
En cuartos de final Argentina enfrentó a Países Bajos y Di María fue titular. El partido finalizó 1 a 1 en los 90 minutos por lo que se debió jugar tiempo suplementario. Ángel fue quien a los 104 minutos convirtió el gol de la clasificación para su selección. En las semifinales Argentina se midió con Brasil a quien derrotó por 3 a 0 (Di María jugó la totalidad del partido).
El partido por la medalla de oro fue el 23 de agosto de 2008 ante Nigeria. Di María fue titular y convirtió el único gol del encuentro durante el segundo tiempo, por lo que su selección pudo defender el título ganado en los Juegos Olímpicos de Atenas 2004.

#### Participaciones en torneos sudamericanos
| Torneo                   | Sede     | Resultado  | Partidos | Goles | Asist. |
| ------------------------ | -------- | ---------- | -------- | ----- | ------ |
| Sudamericano Sub-20 2007 | Paraguay | Subcampeón | 6        | 2     | 0      |

#### Participaciones en Juegos Olímpicos
| Torneo                | Sede  | Resultado      | Partidos | Goles | Asist. |
| --------------------- | ----- | -------------- | -------- | ----- | ------ |
| Juegos Olímpicos 2008 | Pekín | Medalla de Oro | 6        | 2     | 2      |

### Selección absoluta

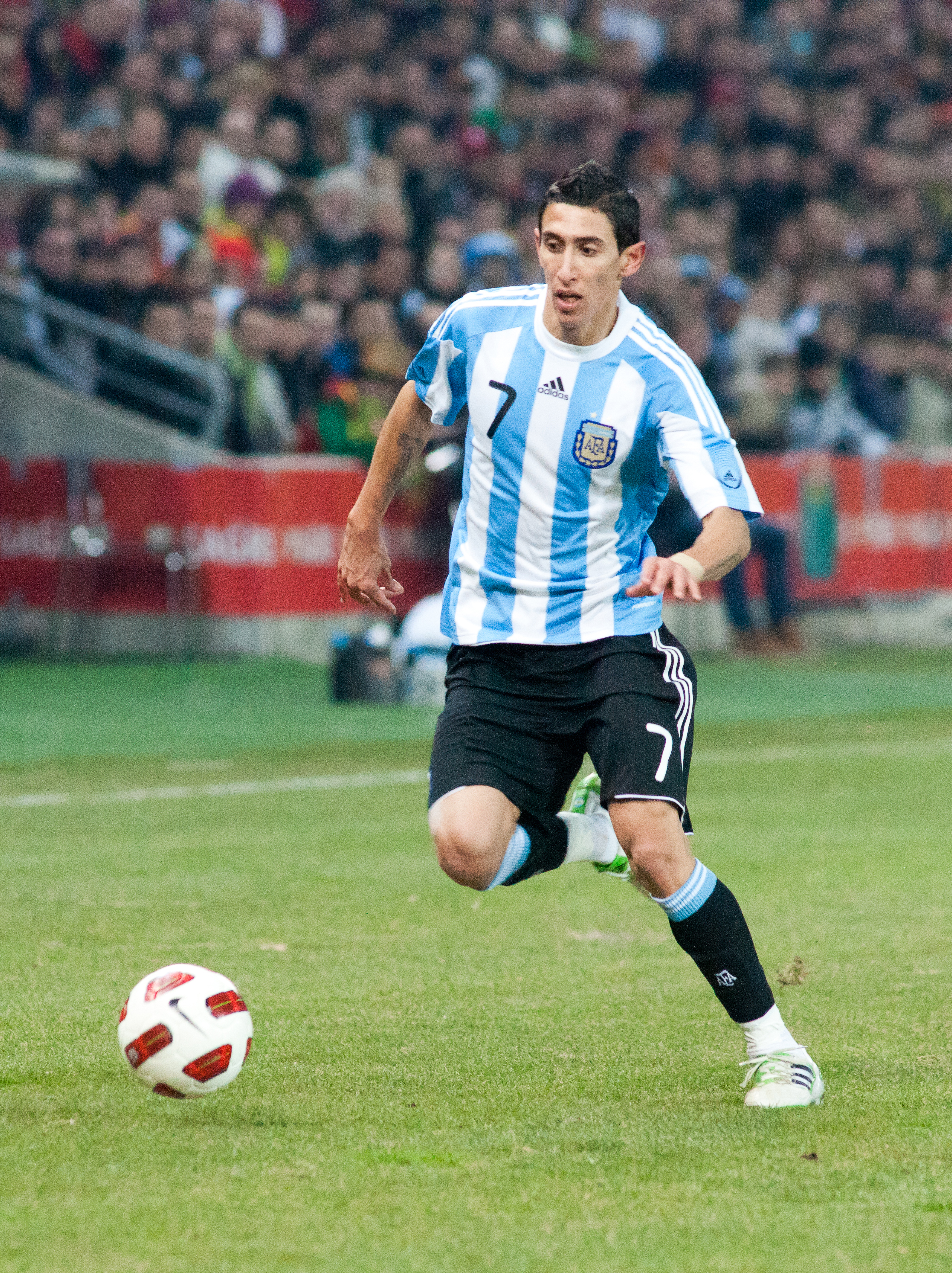
Di María el 9 de febrero de 2011.

#### 2008-10: Debut en eliminatorias y Mundial de Sudáfrica 2010
Luego de su desempeño en los Juegos Olímpicos de Pekín 2008, el jugador fue convocado para las eliminatorias de clasificación para el Mundial de Sudáfrica 2010. Hizo su debut el 6 de septiembre de 2008 ante Paraguay. Su segundo partido con la albiceleste fue contra Venezuela entrando en reemplazo por Maxi Rodríguez a los 74 minutos del partido. En su tercer partido, se hizo expulsar irresponsablemente en el encuentro ante Bolivia por agresión. Argentina terminó perdiendo dicho encuentro por una histórica goleada de 6-1 y posteriormente el tribunal de disciplina de la Conmebol le dio 4 fechas de suspensión por aquella agresión. Su regreso a las eliminatorias fue el 10 de octubre de 2009 ante Perú, donde su seleccionado ganó el partido sobre la hora con un gol de Martín Palermo. Ángel fue titular en la última fecha ante Uruguay donde Argentina logró clasificar a la Copa Mundial de Fútbol de 2010. Se fue reemplazado a los 75 minutos por Fabián Monzón.
Con motivo de preparación para la Copa del Mundo, Argentina jugó varios amistosos en lo que restaba del año 2009 y el primer semestre de 2010. Fue titular en la derrota ante España el 14 de noviembre de 2009. Marcó su primer gol con la selección mayor el 22 de diciembre de ese año ante el seleccionado de Cataluña, en la derrota por 4 a 2. Durante 2010 participó en los encuentros ante Alemania en Berlín, en la victoria por 1 a 0, y ante Canadá en Buenos Aires donde marcó un gol en la victoria por 5-0.
Ángel fue uno de los 23 seleccionados por Diego Maradona para jugar la Copa Mundial de Fútbol de 2010 que se llevó a cabo en Sudáfrica. Inició su participación en el Mundial en la victoria por 1 a 0 ante Nigeria en el primer partido de la fase de grupos. Ángel jugó 85 minutos y se fue reemplazado por Nicolás Burdisso. Volvió a formar parte del once inicial ante Corea del Sur, donde jugó la totalidad del partido que Argentina ganó por 4 a 1. En el último partido de la primera ronda ante Grecia, Maradona dispuso mayoría de suplentes para disputar el partido. Ángel ingreso a los 65' en reemplazo de Maxi Rodríguez y su equipo ganó 2 a 0.
Argentina con 9 puntos terminó primero del grupo B y debió enfrentarse a México por octavos de final. Una vez más Di María fue titular y se fue reemplazado a los 79 minutos por Jonás Gutiérrez. Su selección ganó 3 a 1 y clasificó a cuartos de final donde tuvo que enfrentar a Alemania. Ángel fue elegido como titular para ese partido aunque Argentina quedó eliminada de la Copa del Mundo al perder por 4 a 0.
Si bien Di María jugó los 5 partidos del mundial, su rendimiento fue cuestionado por muchos. Él mismo aclaró que no se sintió cómodo en el lugar donde lo hicieron jugar y que se fue disconforme con su rendimiento.

#### Copa América 2011
Comenzándose un nuevo ciclo, llega el entrenador Sergio Batista como nuevo director técnico de la selección Argentina y Di María fue convocado para disputar los amistosos de preparación para la Copa América 2011 que se realizó en Argentina. Disputó un total de 7 encuentros y marcó 2 goles: ante Irlanda el 11 de agosto de 2010 en Dublín en la victoria por 1 a 0 y ante Portugal el 9 de febrero de 2011 en la victoria por 2 a 1 en Ginebra.
El 25 de junio de 2011 quedó confirmada la participación de Di María en la Copa América de ese año. No inició su participación como titular, comenzó el primer partido de la fase de grupos ante Bolivia en el banco. Ingresó en el entretiempo en lugar de Esteban Cambiasso y el partido finalizó 1 a 1. Ángel no jugó en el segundo partido ante Colombia donde su selección empató 0 a 0. Fue titular en el último partido de la primera ronda ante Costa Rica donde marcó un gol en la victoria por 3 a 0 que permitió la clasificación a cuartos de final.
Argentina enfrentó a Uruguay por cuartos de final y Ángel participó del once inicial. Se fue reemplazado en el segundo tiempo por Javier Pastore. El partido finalizó 1-1 en el tiempo reglamentario, por lo que debieron jugarse 30 minutos más donde los equipos no se sacaron diferencia y Argentina quedó eliminada por penales 5 a 4.

#### 2011-2014: Eliminatorias y subcampeón en el Mundial de Brasil 2014
Luego de la eliminación en la Copa América 2011, Argentina jugó dos partidos amistosos en Asia ante Venezuela y Nigeria, donde Di María anotó un gol.
Ángel fue convocado en octubre de 2011 por Alejandro Sabella (el nuevo entrenador de su seleccionado) para las dos primeras fechas de la clasificación para el Mundial de Brasil 2014. Fue titular en ambos partidos ante Chile (donde dio dos asistencias de gol) y ante Venezuela. Fue convocado para la tercera y cuarta fecha que se disputó en ese mismo año, pero una lesión muscular no le permitió jugar por lo que fue reemplazado por Ricardo Álvarez.
Para la quinta fecha fue titular ante Ecuador donde anotó un gol y asistió a Sergio Agüero en el primer tanto de la victoria por 4 a 0.
Su siguiente partido para la selección fue un amistoso en Nueva Jersey el 9 de junio de 2012 ante Brasil (que se estaba preparando para los Juegos Olímpicos de Londres 2012). Asistió a Lionel Messi en el segundo gol de Argentina de la victoria por 4 a 3. En agosto de 2012 fue convocado a jugar un amistoso contra Alemania en Frankfurt en el que marcó un gol de 40 metros demostrando un alto rendimiento durante todo el encuentro. En la séptima fecha de eliminatorias convirtió el primer gol de la victoria por 3 a 1 ante Paraguay. Continuó como titular ante Perú, Uruguay y Chile, sin embargo no pudo jugar en la fecha número 11 ante Venezuela por llegar al límite de amarillas.
En febrero de 2013 fue parte del equipo que derrotó a Suecia por 3 a 2 y asistió a Sergio Agüero en el segundo gol argentino. Volvió a jugar por las eliminatorias ante Bolivia en la fecha 12: allí destacó por su rendimiento físico a pesar de encontrarse a más de 3600 metros de altura. Continuó como titular de su selección en los empates ante Colombia y Ecuador por las eliminatorias aunque fue desafectado de la convocatoria para un amistoso ante Guatemala por motivos personales. El 14 de agosto de 2013 disputó un partido amistoso ante Italia en homenaje al papa Francisco. Jugó los dos últimos partidos por eliminatorias: ante Paraguay (hizo un gol) y ante Perú. Hacia finales del año jugó otros dos amistosos ante Bosnia y Herzegovina y Ecuador.
En marzo de 2014 jugó un amistoso contra Rumania que terminó 0 a 0. El 2 de junio de 2014 se confirmó su convocatoria para la Copa Mundial de Fútbol de 2014. Semanas antes de la Copa del Mundo jugó dos amistosos en Argentina, ante Trinidad y Tobago y Eslovenia.
Di María fue titular en los tres partidos de la fase de grupo de la Copa Mundial de Fútbol de 2014, donde Argentina ganó los tres y clasificó como primero del grupo. Convirtió el único gol de la victoria en octavos de final contra Suiza, cuando faltaban cuatro minutos del tiempo extra para el final del encuentro.
Fue titular en los cuartos de final ante Bélgica pero sufrió una lesión muscular en el primer tiempo y tuvo que ser reemplazado a los 33 minutos. Por motivo de su desgarro no jugó las semifinales contra Países Bajos donde Argentina pasó por penales a la final del torneo. Durante los días previos a la final se especuló que Ángel podía llegar a recuperarse a tiempo para el último partido pero el día previo se resintió de su lesión y no pudo jugarlo. Argentina perdió la final 1 a 0 con Alemania en tiempo extra, y si bien Lionel Messi ganó el balón de oro del torneo, Di María fue uno de los nominados a ganarlo.

#### Copa América 2015
Argentina debutó en la Copa América 2015 celebrada en Chile el 13 de junio contra la selección de Paraguay, en un partido que finalizó con un empate 2 a 2 tras una gran remontada del elenco guaraní. Di María tuvo un discreto cometido en este primer lance, sin embargo, en los otros dos partidos de la fase de grupos, que Argentina ganó sucesivamente a Uruguay por 1-0 y Jamaica por el mismo marcador, fue uno de los protagonistas, siendo figura destacada en ambos encuentros, e incluso siendo elegido como el Jugador del Partido en este último. Argentina ganó su grupo de manera invicta, clasificando así a los cuartos de final.
En la fase final del torneo Argentina se encontraría primero con Colombia, que llegaba a esta instancia tras clasificarse como el segundo mejor tercero de la fase de grupos. El partido fue muy disputado, teniendo al colombiano David Ospina como figura del encuentro al parar varias situaciones de gol clarísimas. Di María tuvo una activa participación en el encuentro, que finalizó 0-0 y se definió por lanzamientos penales. Aquí tendría su revancha Carlos Tévez, que tras haber fallado el penal decisivo contra Uruguay en la Copa América 2011, convirtió su lanzamiento en gol y selló el paso de Argentina a las semifinales.
En la semifinal la selección argentina se cruzó nuevamente con Paraguay, esperando no repetir los errores que llevaron a perder sus dos primeros puntos. El partido empezó bien para los argentinos ya que Marcos Rojo abrió la cuenta a los 15'. En el segundo tiempo vendría todo el poderío ofensivo de los albicelestes con Di María anotando un doblete en tan solo 5 minutos, el primero con un remate cruzado dentro del área tras pase de Pastore venciendo a Justo Villar y el segundo tras capturar un rebote del mismo Pastore y definiendo a arco vacío, precedido por una magistral jugada de Lionel Messi. El partido terminó con un abultado marcador de 6-1 y Argentina clasificó a la final del campeonato por tercera vez en las últimas cuatro ediciones.
El partido final vería enfrentados a Chile y Argentina, en una final bastante esperada por la rivalidad de ambas naciones. Di María comenzó el partido como titular, pero salió reemplazado a los 29 minutos de juego por Ezequiel Lavezzi debido a una lesión muscular. El partido llegó a los tiempos extra con un marcador sin goles y luego a los penales. Chile resultó vencedor por 4-1 en esa modalidad y terminó levantando el trofeo frente a una selección argentina visiblemente decepcionada por el resultado y por haber perdido su segunda final consecutiva en dos años.

#### 2015-18: Eliminatorias y Mundial de Rusia 2018

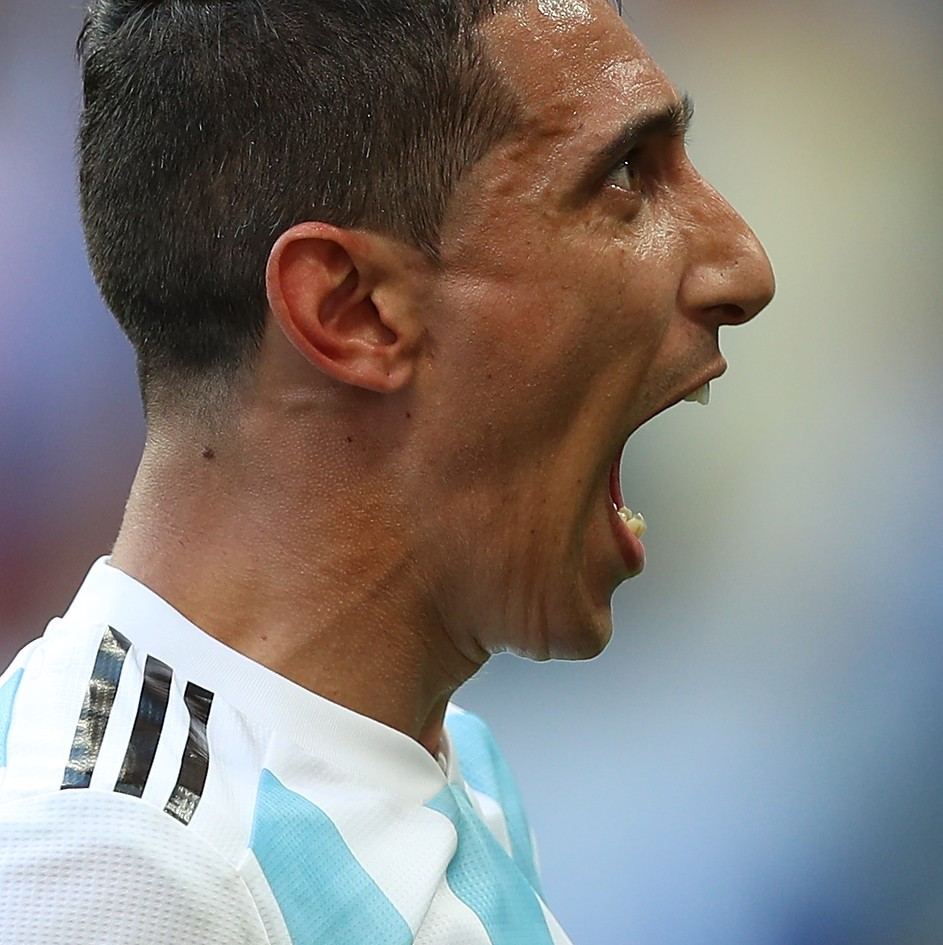
Di María festejando el gol frente a Francia en los octavos de final de la Copa Mundial de Futbol de 2018.

Estos resultados adversos pusieron en tela de juicio la continuidad de Di María y otros referentes históricos del equipo nacional. Se sumó una performance de nivel regular a bajo en los partidos valederos para la clasificación del Mundial de 2018. Argentina perdió su primer partido en casa por 2-0 ante Ecuador y empató sin goles de visitante contra Paraguay; sufrió la caída en el partido de vuelta con Paraguay (0-1), un empate en 0 con Venezuela y otro con Perú; a lo que se sumó una quita de puntos a Bolivia por la inclusión indebida de Nelson Cabrera. El equipo terminó clasificando agónicamente gracias al triunfo de visitante contra Ecuador (3-1) aunque los cuestionamientos no cesaron.
En la Copa Mundial de Fútbol de 2018, Ángel Di María jugó su tercer Mundial con la Selección Argentina. En el partido de octavos de final contra Francia marcó un gran gol para abrir el encuentro, sin embargo, no fue suficiente para evitar la derrota por 4:3 y la consiguiente eliminación de la Copa.

#### Copa América 2021
Fue convocado nuevamente para disputar una nueva Copa América, la quinta en su carrera. Fue titular indiscutido durante el campeonato, logrando la tan ansiada Copa América en el año 2021, en cuya final marcó el gol de la victoria argentina en el mismísimo Estadio Maracaná ante la selección anfitriona Brasil, cortando una racha de 28 años sin títulos y consiguiendo así su tercer título con La Albiceleste y el primero con la selección mayor.

#### Copa de Campeones Conmebol-UEFA 2022
Tras un excelente desempeño en el año 2021, Ángel, firmó su continuidad en el seleccionado, marcando goles a principios de 2022 en las eliminatorias para el Mundial de Catar frente a Chile y Venezuela respectivamente.
En junio de ese mismo año, Argentina, se midió frente a Italia en el marco de la Copa de Campeones Conmebol-UEFA 2022, así, cruzando al último campeón de la Copa América y de la Eurocopa. Di María, empezó jugando de titular rotando su posición en la banda izquierda y derecha, a los 46 minutos del primer tiempo marcó el segundo tanto para el seleccionado argentino picándole la pelota a Gianluigi Donnarumma tras un pase perfecto de Lautaro Martínez. El partido finalizó 3:0 a favor de la selección sudamericana y Fideo ganó su segundo título con la selección absoluta.

#### Mundial de Catar 2022

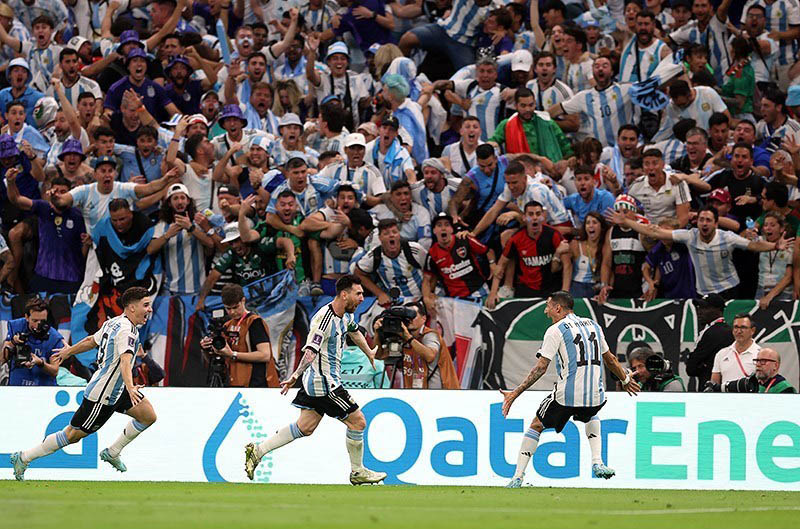
Di María festejando el gol de Lionel Messi a México en la segunda fecha de la Copa Mundial de Fútbol el 26 de noviembre de 2022.

Di María acudió con la selección argentina, a la Copa Mundial de Fútbol de 2022, participando en 5 partidos de su selección, estos frente a Arabia Saudita, México, Polonia por la fase de grupos, Países Bajos y Francia por cuartos de final y final respectivamente en los que anotaría un gol y daría una asistencia.
En esta competición, conseguiría proclamarse campeón del torneo junto a la selección argentina, tras enfrentarse en la final a Francia y conseguir derrotarles en los penaltis tras un empate a 2 en el tiempo reglamentario y a 3 tras la prórroga. Di María sería el encargado de materializar uno de los goles de esa final.

#### Copa América 2024

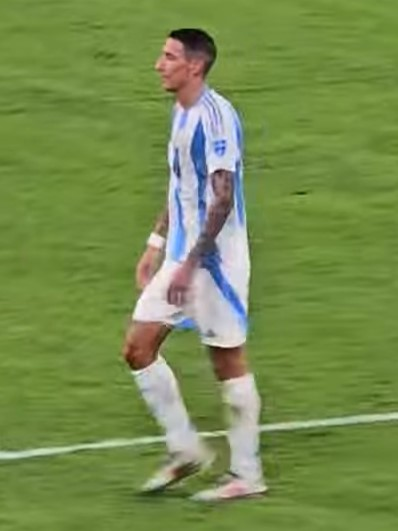
Di María en la semifinal de la Copa América 2024 ante Canadá.

El 20 de marzo de 2024 fue incluido en la lista para cuatro partidos amistosos previos a la Copa América 2024. En el primer partido jugado el 22 de marzo, en la victoria por 3-0 sobre El Salvador, asistió a Cristian Romero para abrir el marcador al minuto 16. En la posterior victoria por 3-1 sobre Costa Rica el 26 de marzo, igualó el marcador en el minuto 51, tras el gol de Manfred Ugalde en el primer tiempo. El 9 de junio marcó el único gol de la victoria ante Ecuador, al minuto 40 asistido por Cristian Romero. En el último amistoso, el 14 de junio contra Guatemala, sustituyó a Valentín Carboni en el minuto 62, y asistió a Lionel Messi para marcar el último tanto en el minuto 77 en la victoria por 4-1.
Posteriormente fue convocado nuevamente el 15 de junio, para la Copa América 2024, siendo esta la sexta edición que disputaría. Su única contribución en el torneo se produjo en el tercer partido de la fase de grupos contra Perú, donde en el minuto 47 asistió al primer gol de Lautaro Martínez en la victoria por 2-0. Se retiró de la selección nacional el 14 de julio (anunciándolo el 15) luego de disputar la final y consagrarse campeón del torneo, tras derrotar a Colombia por 1-0.
En su campaña conquistó seis títulos con la selección argentina: la Copa Mundial Sub-20 en 2007 con la selección sub-20; el torneo de fútbol masculino en los Juegos Olímpicos de 2008 con la selección sub-23; dos ediciones de la Copa América, en 2021 y 2024; la Copa de Campeones Conmebol-UEFA en 2022; y la Copa Mundial en 2022, estas cuatro últimas con la selección absoluta.
Participación en la Copa Mundial Sub-20
| Torneo                   | Sede   | Resultado | Partidos | Goles | Asist. |
| ------------------------ | ------ | --------- | -------- | ----- | ------ |
| Copa Mundial Sub-20 2007 | Canadá | Campeón   | 5        | 3     | 2      |

Participaciones en la Copa Mundial
| Torneo            | Sede      | Resultado        | Partidos | Goles | Asist. |
| ----------------- | --------- | ---------------- | -------- | ----- | ------ |
| Copa Mundial 2010 | Sudáfrica | Cuartos de final | 5        | 0     | 0      |
| Copa Mundial 2014 | Brasil    | Subcampeón       | 5        | 1     | 0      |
| Copa Mundial 2018 | Rusia     | Octavos de final | 3        | 1     | 0      |
| Copa Mundial 2022 | Catar     | Campeón          | 5        | 1     | 1      |
| Total             | Total     | Total            | 18       | 3     | 1      |

Participaciones en la Copa América
| Torneo                  | Sede           | Resultado        | Partidos | Goles | Asist. |
| ----------------------- | -------------- | ---------------- | -------- | ----- | ------ |
| Copa América 2011       | Argentina      | Cuartos de final | 3        | 1     | 0      |
| Copa América 2015       | Chile          | Subcampeón       | 6        | 2     | 2      |
| Copa América Centenario | Estados Unidos | Subcampeón       | 3        | 1     | 2      |
| Copa América 2019       | Brasil         | Tercer puesto    | 5        | 0     | 0      |
| Copa América 2021       | Brasil         | Campeón          | 5        | 1     | 1      |
| Copa América 2024       | Estados Unidos | Campeón          | 5        | 0     | 1      |
| Total                   | Total          | Total            | 27       | 5     | 6      |

Participación en la Copa de Campeones Conmebol-UEFA
| Torneo          | Sede    | Resultado | Partidos | Goles | Asist. |
| --------------- | ------- | --------- | -------- | ----- | ------ |
| Finalísima 2022 | Londres | Campeón   | 1        | 1     | 0      |

### Partidos con la selección absoluta
| \| PJ \| Fecha \| Ciudad \| Local \| Resultado \| Visitante \| Competición \| \| --- \| ---------- \| ------------------- \| ---------------------- \| --------- \| -------------------- \| ----------------------------- \| \| 1 \| 6-9-2008 \| Buenos Aires \| Argentina \| 1:1 \| Paraguay \| Eliminatorias Mundial de 2010 \| \| 2 \| 28-3-2009 \| Buenos Aires \| Argentina \| 4:0 \| Venezuela \| Eliminatorias Mundial de 2010 \| \| 3 \| 1-4-2009 \| La Paz \| Bolivia \| 6:1 \| Argentina \| Eliminatorias Mundial de 2010 \| \| 4 \| 10-10-2009 \| Buenos Aires \| Argentina \| 2:1 \| Perú \| Eliminatorias Mundial de 2010 \| \| 5 \| 14-10-2009 \| Montevideo \| Uruguay \| 0:1 \| Argentina \| Eliminatorias Mundial de 2010 \| \| 6 \| 14-11-2009 \| Madrid \| España \| 2:1 \| Argentina \| Amistoso \| \| 7 \| 3-3-2010 \| Múnich \| Alemania \| 0:1 \| Argentina \| Amistoso \| \| 8 \| 24-5-2010 \| Buenos Aires \| Argentina \| 5:0 \| Canadá \| Amistoso \| \| 9 \| 12-6-2010 \| Johannesburgo \| Argentina \| 1:0 \| Nigeria \| Copa Mundial 2010 \| \| 10 \| 17-6-2010 \| Johannesburgo \| Argentina \| 4:1 \| Corea del Sur \| Copa Mundial 2010 \| \| 11 \| 22-6-2010 \| Polokwane \| Grecia \| 0:2 \| Argentina \| Copa Mundial 2010 \| \| 12 \| 27-6-2010 \| Johannesburgo \| Argentina \| 3:1 \| México \| Copa Mundial 2010 \| \| 13 \| 3-7-2010 \| Ciudad del Cabo \| Argentina \| 0:4 \| Alemania \| Copa Mundial 2010 \| \| 14 \| 11-8-2010 \| Dublín \| Irlanda \| 0:1 \| Argentina \| Amistoso \| \| 15 \| 7-9-2010 \| Buenos Aires \| Argentina \| 4:1 \| España \| Amistoso \| \| 16 \| 8-10-2010 \| Saitama \| Japón \| 1:0 \| Argentina \| Amistoso \| \| 17 \| 17-11-2010 \| Doha \| Argentina \| 1:0 \| Brasil \| Amistoso \| \| 18 \| 9-2-2011 \| Carouge \| Portugal \| 1:2 \| Argentina \| Amistoso \| \| 19 \| 27-3-2011 \| East Rutherford \| Estados Unidos \| 1:1 \| Argentina \| Amistoso \| \| 20 \| 20-6-2011 \| Buenos Aires \| Argentina \| 4:0 \| Albania \| Amistoso \| \| 21 \| 1-7-2011 \| La Plata \| Argentina \| 1:1 \| Bolivia \| Copa América 2011 \| \| 22 \| 11-7-2011 \| Córdoba \| Argentina \| 3:0 \| Costa Rica \| Copa América 2011 \| \| 23 \| 16-7-2011 \| Santa Fe \| Argentina \| 1 (4:5) 1 \| Uruguay \| Copa América 2011 \| \| 24 \| 2-9-2011 \| Calcuta \| Venezuela \| 0:1 \| Argentina \| Amistoso \| \| 25 \| 6-9-2011 \| Daca \| Argentina \| 3:1 \| Nigeria \| Amistoso \| \| 26 \| 8-10-2011 \| Buenos Aires \| Argentina \| 4:1 \| Chile \| Eliminatorias Mundial de 2014 \| \| 27 \| 12-10-2011 \| Puerto La Cruz \| Venezuela \| 1:0 \| Argentina \| Eliminatorias Mundial de 2014 \| \| 28 \| 3-6-2012 \| Buenos Aires \| Argentina \| 4:0 \| Ecuador \| Eliminatorias Mundial de 2014 \| \| 29 \| 9-6-2012 \| East Rutherford \| Argentina \| 4:3 \| Brasil \| Amistoso \| \| 30 \| 15-8-2012 \| Frankfurt \| Alemania \| 1:3 \| Argentina \| Amistoso \| \| 31 \| 8-9-2012 \| Buenos Aires \| Argentina \| 3:1 \| Paraguay \| Eliminatorias Mundial de 2014 \| \| 32 \| 12-9-2012 \| Lima \| Perú \| 1:1 \| Argentina \| Eliminatorias Mundial de 2014 \| \| 33 \| 13-10-2012 \| Buenos Aires \| Argentina \| 3:0 \| Uruguay \| Eliminatorias Mundial de 2014 \| \| 34 \| 17-10-2012 \| Santiago \| Chile \| 1:2 \| Argentina \| Eliminatorias Mundial de 2014 \| \| 35 \| 14-11-2012 \| Riad \| Arabia Saudita \| 0:0 \| Argentina \| Amistoso \| \| 36 \| 6-2-2013 \| Estocolmo \| Suecia \| 2:3 \| Argentina \| Amistoso \| \| 37 \| 23-3-2013 \| La Paz \| Bolivia \| 1:1 \| Argentina \| Eliminatorias Mundial de 2014 \| \| 38 \| 8-6-2013 \| Buenos Aires \| Argentina \| 0:0 \| Colombia \| Eliminatorias Mundial de 2014 \| \| 39 \| 11-6-2013 \| Quito \| Ecuador \| 1:1 \| Argentina \| Eliminatorias Mundial de 2014 \| \| 40 \| 14-9-2013 \| Roma \| Italia \| 1:2 \| Argentina \| Amistoso \| \| 41 \| 11-9-2013 \| Asunción \| Paraguay \| 2:5 \| Argentina \| Eliminatorias Mundial de 2014 \| \| 42 \| 12-10-2013 \| Buenos Aires \| Argentina \| 3:1 \| Perú \| Eliminatorias Mundial de 2014 \| \| 43 \| 15-11-2013 \| East Rutherford \| Ecuador \| 0:0 \| Argentina \| Amistoso \| \| 44 \| 18-11-2013 \| San Luis \| Argentina \| 2:0 \| Bosnia y Herzegovina \| Amistoso \| \| 45 \| 5-3-2014 \| Bucarest \| Rumania \| 0:0 \| Argentina \| Amistoso \| \| 46 \| 4-6-2014 \| Buenos Aires \| Argentina \| 3:0 \| Trinidad y Tobago \| Amistoso \| \| 47 \| 7-6-2014 \| La Plata \| Argentina \| 2:0 \| Eslovenia \| Amistoso \| \| 48 \| 15-6-2014 \| Río de Janeiro \| Argentina \| 2:1 \| Bosnia y Herzegovina \| Copa Mundial 2014 \| \| 49 \| 21-6-2014 \| Belo horizonte \| Argentina \| 1:0 \| Irán \| Copa Mundial 2014 \| \| 50 \| 25-6-2014 \| Porto Alegre \| Nigeria \| 2:3 \| Argentina \| Copa Mundial 2014 \| \| 51 \| 1-7-2014 \| Sao Paulo \| Argentina \| 1:0 \| Suiza \| Copa Mundial 2014 \| \| 52 \| 5-7-2014 \| Brasilia \| Argentina \| 1:0 \| Bélgica \| Copa Mundial 2014 \| \| 53 \| 3-9-2014 \| Düsseldorf \| Alemania \| 2:4 \| Argentina \| Amistoso \| \| 54 \| 11-10-2014 \| Pekín \| Brasil \| 2:0 \| Argentina \| Amistoso \| \| 55 \| 14-11-2014 \| Hong Kong \| Hong Kong \| 0:7 \| Argentina \| Amistoso \| \| 56 \| 12-11-2014 \| Londres \| Argentina \| 2:1 \| Croacia \| Amistoso \| \| 57 \| 18-11-2014 \| Mánchester \| Argentina \| 0:1 \| Portugal \| Amistoso \| \| 58 \| 28-3-2015 \| Landover \| El Salvador \| 0:2 \| Argentina \| Amistoso \| \| 59 \| 31-3-2015 \| East Rutherford \| Argentina \| 2:1 \| Ecuador \| Amistoso \| \| 60 \| 6-6-2015 \| San Juan \| Argentina \| 5:0 \| Bolivia \| Amistoso \| \| 61 \| 13-6-2015 \| La Serena \| Argentina \| 2:2 \| Paraguay \| Copa América 2015 \| \| 62 \| 16-6-2015 \| La Serena \| Argentina \| 1:0 \| Uruguay \| Copa América 2015 \| \| 63 \| 20-6-2015 \| Viña del Mar \| Argentina \| 1:0 \| Jamaica \| Copa América 2015 \| \| 64 \| 26-6-2015 \| Viña del Mar \| Argentina \| 0 (5:4) 0 \| Colombia \| Copa América 2015 \| \| 65 \| 30-6-2015 \| Concepción \| Argentina \| 6:1 \| Paraguay \| Copa América 2015 \| \| 66 \| 4-7-2015 \| Santiago \| Chile \| 0 (4:1) 0 \| Argentina \| Copa América 2015 \| \| 67 \| 8-10-2015 \| Buenos Aires \| Argentina \| 0:2 \| Ecuador \| Eliminatorias Mundial de 2018 \| \| 68 \| 13-10-2015 \| Asunción \| Paraguay \| 0:0 \| Argentina \| Eliminatorias Mundial de 2018 \| \| 69 \| 13-11-2015 \| Buenos Aires \| Argentina \| 1:1 \| Brasil \| Eliminatorias Mundial de 2018 \| \| 70 \| 17-11-2015 \| Barranquilla \| Colombia \| 0:1 \| Argentina \| Eliminatorias Mundial de 2018 \| \| 71 \| 24-3-2016 \| Santiago \| Chile \| 1:2 \| Argentina \| Eliminatorias Mundial de 2018 \| \| 72 \| 29-3-2016 \| Córdoba \| Argentina \| 2:0 \| Bolivia \| Eliminatorias Mundial de 2018 \| \| 73 \| 27-5-2016 \| San Juan \| Argentina \| 1:0 \| Honduras \| Amistoso \| \| 74 \| 7-6-2016 \| Santa Clara \| Argentina \| 2:1 \| Chile \| Copa América Centenario \| \| 75 \| 10-6-2016 \| Chicago \| Argentina \| 5:0 \| Panamá \| Copa América Centenario \| \| 76 \| 27-6-2016 \| East Rutherford \| Argentina \| 0 (2:4) 0 \| Chile \| Copa América Centenario \| \| 77 \| 1-9-2016 \| Mendoza \| Argentina \| 1:0 \| Uruguay \| Eliminatorias Mundial de 2018 \| \| 78 \| 6-9-2016 \| Mérida \| Venezuela \| 2:2 \| Argentina \| Eliminatorias Mundial de 2018 \| \| 79 \| 6-10-2016 \| Lima \| Perú \| 2:2 \| Argentina \| Eliminatorias Mundial de 2018 \| \| 80 \| 11-10-2016 \| Córdoba \| Argentina \| 0:1 \| Paraguay \| Eliminatorias Mundial de 2018 \| \| 81 \| 10-11-2016 \| Belo horizonte \| Brasil \| 3:0 \| Argentina \| Eliminatorias Mundial de 2018 \| \| 82 \| 15-11-2016 \| San Juan \| Argentina \| 3:0 \| Colombia \| Eliminatorias Mundial de 2018 \| \| 83 \| 23-3-2017 \| Buenos Aires \| Argentina \| 1:0 \| Chile \| Eliminatorias Mundial de 2018 \| \| 84 \| 28-3-2017 \| La Paz \| Bolivia \| 2:0 \| Argentina \| Eliminatorias Mundial de 2018 \| \| 85 \| 9-6-2017 \| Melbourne \| Brasil \| 0:1 \| Argentina \| Amistoso \| \| 86 \| 13-6-2017 \| Singapur \| Singapur \| 0:6 \| Argentina \| Amistoso \| \| 87 \| 31-8-2017 \| Montevideo \| Uruguay \| 0:0 \| Argentina \| Eliminatorias Mundial de 2018 \| \| 88 \| 5-9-2017 \| Buenos Aires \| Argentina \| 1:1 \| Venezuela \| Eliminatorias Mundial de 2018 \| \| 89 \| 5-10-2017 \| Buenos Aires \| Argentina \| 0:0 \| Perú \| Eliminatorias Mundial de 2018 \| \| 90 \| 10-10-2017 \| Quito \| Ecuador \| 1:3 \| Argentina \| Eliminatorias Mundial de 2018 \| \| 91 \| 11-11-2017 \| Moscú \| Rusia \| 0:1 \| Argentina \| Amistoso \| \| 92 \| 14-11-2017 \| Krasnodar \| Argentina \| 2:4 \| Nigeria \| Amistoso \| \| 93 \| 23-3-2018 \| Mánchester \| Argentina \| 2:0 \| Italia \| Amistoso \| \| 94 \| 29-5-2018 \| Buenos Aires \| Argentina \| 4:0 \| Haití \| Amistoso \| \| 95 \| 16-6-2018 \| Moscú \| Argentina \| 1:1 \| Islandia \| Copa Mundial 2018 \| \| 96 \| 26-6-2018 \| San Petersburgo \| Nigeria \| 1:2 \| Argentina \| Copa Mundial 2018 \| \| 97 \| 30-6-2018 \| Kazán \| Francia \| 4:3 \| Argentina \| Copa Mundial 2018 \| \| 98 \| 15-6-2019 \| Salvador de Bahía \| Argentina \| 0:2 \| Colombia \| Copa América 2019 \| \| 99 \| 19-6-2019 \| Belo horizonte \| Argentina \| 1:1 \| Paraguay \| Copa América 2019 \| \| 100 \| 28-6-2019 \| Río de Janeiro \| Venezuela \| 0:2 \| Argentina \| Copa América 2019 \| \| 101 \| 2-7-2019 \| Belo horizonte \| Brasil \| 2:0 \| Argentina \| Copa América 2019 \| \| 102 \| 6-7-2019 \| Sao Paulo \| Argentina \| 2:1 \| Chile \| Copa América 2019 \| \| 103 \| 12-11-2020 \| Buenos Aires \| Argentina \| 1:1 \| Paraguay \| Eliminatorias Mundial de 2022 \| \| 104 \| 17-11-2020 \| Lima \| Perú \| 0:2 \| Argentina \| Eliminatorias Mundial de 2022 \| \| 105 \| 3-6-2021 \| Santiago del Estero \| Argentina \| 1:1 \| Chile \| Eliminatorias Mundial de 2022 \| \| 106 \| 14-6-2021 \| Río de Janeiro \| Argentina \| 1:1 \| Chile \| Copa América 2021 \| \| 107 \| 18-6-2021 \| Brasilia \| Argentina \| 1:0 \| Uruguay \| Copa América 2021 \| \| 108 \| 21-6-2021 \| Brasilia \| Argentina \| 1:0 \| Paraguay \| Copa América 2021 \| \| 109 \| 3-7-2021 \| Goiania \| Argentina \| 3:0 \| Ecuador \| Copa América 2021 \| \| 110 \| 6-7-2021 \| Brasilia \| Argentina \| 1 (3:2) 1 \| Colombia \| Copa América 2021 \| \| 111 \| 10-7-2021 \| Río de Janeiro \| Brasil \| 0:1 \| Argentina \| Copa América 2021 \| \| 112 \| 2-9-2021 \| Caracas \| Venezuela \| 1:3 \| Argentina \| Eliminatorias Mundial de 2022 \| \| 113 \| 9-9-2021 \| Buenos Aires \| Argentina \| 3:0 \| Bolivia \| Eliminatorias Mundial de 2022 \| \| 114 \| 7-10-2021 \| Asunción \| Paraguay \| 0:0 \| Argentina \| Eliminatorias Mundial de 2022 \| \| 115 \| 10-10-2021 \| Buenos Aires \| Argentina \| 3:0 \| Uruguay \| Eliminatorias Mundial de 2022 \| \| 116 \| 14-10-2021 \| Buenos Aires \| Argentina \| 1:0 \| Perú \| Eliminatorias Mundial de 2022 \| \| 117 \| 12-11-2021 \| Montevideo \| Uruguay \| 0:1 \| Argentina \| Eliminatorias Mundial de 2022 \| \| 118 \| 16-11-2021 \| San Juan \| Argentina \| 0:0 \| Brasil \| Eliminatorias Mundial de 2022 \| \| 119 \| 27-1-2022 \| Calama \| Chile \| 1:2 \| Argentina \| Eliminatorias Mundial de 2022 \| \| 120 \| 1-2-2022 \| Córdoba \| Argentina \| 1:0 \| Colombia \| Eliminatorias Mundial de 2022 \| \| 121 \| 25-3-2022 \| Buenos Aires \| Argentina \| 3:0 \| Venezuela \| Eliminatorias Mundial de 2022 \| \| 122 \| 1-6-2022 \| Londres \| Italia \| 0:3 \| Argentina \| Finalissima 2022 \| \| 123 \| 27-9-2022 \| Harrison \| Jamaica \| 0:3 \| Argentina \| Amistoso \| \| 124 \| 16-11-2022 \| Abu Dabi \| Emiratos Árabes Unidos \| 0:5 \| Argentina \| Amistoso \| \| 125 \| 22-11-2022 \| Lusail \| Argentina \| 1:2 \| Arabia Saudita \| Copa Mundial 2022 \| \| 126 \| 26-11-2022 \| Lusail \| Argentina \| 2:0 \| México \| Copa Mundial 2022 \| \| 127 \| 30-11-2022 \| Doha \| Polonia \| 0:2 \| Argentina \| Copa Mundial 2022 \| \| 128 \| 9-12-2022 \| Lusail \| Países Bajos \| 2 (3:4) 2 \| Argentina \| Copa Mundial 2022 \| \| 129 \| 18-12-2022 \| Lusail \| Argentina \| 3 (4:2) 3 \| Francia \| Copa Mundial 2022 \| \| 130 \| 24-3-2023 \| Buenos Aires \| Argentina \| 2:0 \| Panamá \| Amistoso \| \| 131 \| 28-3-2023 \| Santiago del Estero \| Argentina \| 7:0 \| Curazao \| Amistoso \| \| 132 \| 15-6-2023 \| Pekín \| Argentina \| 2:0 \| Australia \| Amistoso \| \| 133 \| 7-9-2023 \| Buenos Aires \| Argentina \| 1:0 \| Ecuador \| Eliminatorias Mundial de 2026 \| \| 134 \| 12-9-2023 \| La Paz \| Bolivia \| 0:3 \| Argentina \| Eliminatorias Mundial de 2026 \| \| 135 \| 16-11-2023 \| Buenos Aires \| Argentina \| 0:2 \| Uruguay \| Eliminatorias Mundial de 2026 \| \| 136 \| 21-11-2023 \| Río de Janeiro \| Brasil \| 0:1 \| Argentina \| Eliminatorias Mundial de 2026 \| \| 137 \| 22-3-2024 \| Filadelfia \| Argentina \| 3:0 \| El Salvador \| Amistoso \| \| 138 \| 26-3-2024 \| Los Ángeles \| Argentina \| 3:1 \| Costa Rica \| Amistoso \| \| 139 \| 9-6-2024 \| Chicago \| Argentina \| 1:0 \| Ecuador \| Amistoso \| \| 140 \| 14-6-2024 \| Landover \| Argentina \| 4:1 \| Guatemala \| Amistoso \| \| 141 \| 20-6-2024 \| Atlanta \| Argentina \| 2:0 \| Canadá \| Copa América 2024 \| \| 142 \| 25-6-2024 \| East Rutherford \| Argentina \| 1:0 \| Chile \| Copa América 2024 \| \| 143 \| 29-6-2024 \| Miami Gardens \| Argentina \| 2:0 \| Perú \| Copa América 2024 \| \| 144 \| 9-7-2024 \| East Rutherford \| Argentina \| 2:0 \| Canadá \| Copa América 2024 \| \| 145 \| 14-7-2024 \| Miami Gardens \| Argentina \| 1:0 \| Colombia \| Copa América 2024 \| |            |                     |                        |           |                      |                               |
| PJ | Fecha      | Ciudad              | Local                  | Resultado | Visitante            | Competición                   |
| 1 | 6-9-2008   | Buenos Aires        | Argentina              | 1:1       | Paraguay             | Eliminatorias Mundial de 2010 |
| 2 | 28-3-2009  | Buenos Aires        | Argentina              | 4:0       | Venezuela            | Eliminatorias Mundial de 2010 |
| 3 | 1-4-2009   | La Paz              | Bolivia                | 6:1       | Argentina            | Eliminatorias Mundial de 2010 |
| 4 | 10-10-2009 | Buenos Aires        | Argentina              | 2:1       | Perú                 | Eliminatorias Mundial de 2010 |
| 5 | 14-10-2009 | Montevideo          | Uruguay                | 0:1       | Argentina            | Eliminatorias Mundial de 2010 |
| 6 | 14-11-2009 | Madrid              | España                 | 2:1       | Argentina            | Amistoso                      |
| 7 | 3-3-2010   | Múnich              | Alemania               | 0:1       | Argentina            | Amistoso                      |
| 8 | 24-5-2010  | Buenos Aires        | Argentina              | 5:0       | Canadá               | Amistoso                      |
| 9 | 12-6-2010  | Johannesburgo       | Argentina              | 1:0       | Nigeria              | Copa Mundial 2010             |
| 10 | 17-6-2010  | Johannesburgo       | Argentina              | 4:1       | Corea del Sur        | Copa Mundial 2010             |
| 11 | 22-6-2010  | Polokwane           | Grecia                 | 0:2       | Argentina            | Copa Mundial 2010             |
| 12 | 27-6-2010  | Johannesburgo       | Argentina              | 3:1       | México               | Copa Mundial 2010             |
| 13 | 3-7-2010   | Ciudad del Cabo     | Argentina              | 0:4       | Alemania             | Copa Mundial 2010             |
| 14 | 11-8-2010  | Dublín              | Irlanda                | 0:1       | Argentina            | Amistoso                      |
| 15 | 7-9-2010   | Buenos Aires        | Argentina              | 4:1       | España               | Amistoso                      |
| 16 | 8-10-2010  | Saitama             | Japón                  | 1:0       | Argentina            | Amistoso                      |
| 17 | 17-11-2010 | Doha                | Argentina              | 1:0       | Brasil               | Amistoso                      |
| 18 | 9-2-2011   | Carouge             | Portugal               | 1:2       | Argentina            | Amistoso                      |
| 19 | 27-3-2011  | East Rutherford     | Estados Unidos         | 1:1       | Argentina            | Amistoso                      |
| 20 | 20-6-2011  | Buenos Aires        | Argentina              | 4:0       | Albania              | Amistoso                      |
| 21 | 1-7-2011   | La Plata            | Argentina              | 1:1       | Bolivia              | Copa América 2011             |
| 22 | 11-7-2011  | Córdoba             | Argentina              | 3:0       | Costa Rica           | Copa América 2011             |
| 23 | 16-7-2011  | Santa Fe            | Argentina              | 1 (4:5) 1 | Uruguay              | Copa América 2011             |
| 24 | 2-9-2011   | Calcuta             | Venezuela              | 0:1       | Argentina            | Amistoso                      |
| 25 | 6-9-2011   | Daca                | Argentina              | 3:1       | Nigeria              | Amistoso                      |
| 26 | 8-10-2011  | Buenos Aires        | Argentina              | 4:1       | Chile                | Eliminatorias Mundial de 2014 |
| 27 | 12-10-2011 | Puerto La Cruz      | Venezuela              | 1:0       | Argentina            | Eliminatorias Mundial de 2014 |
| 28 | 3-6-2012   | Buenos Aires        | Argentina              | 4:0       | Ecuador              | Eliminatorias Mundial de 2014 |
| 29 | 9-6-2012   | East Rutherford     | Argentina              | 4:3       | Brasil               | Amistoso                      |
| 30 | 15-8-2012  | Frankfurt           | Alemania               | 1:3       | Argentina            | Amistoso                      |
| 31 | 8-9-2012   | Buenos Aires        | Argentina              | 3:1       | Paraguay             | Eliminatorias Mundial de 2014 |
| 32 | 12-9-2012  | Lima                | Perú                   | 1:1       | Argentina            | Eliminatorias Mundial de 2014 |
| 33 | 13-10-2012 | Buenos Aires        | Argentina              | 3:0       | Uruguay              | Eliminatorias Mundial de 2014 |
| 34 | 17-10-2012 | Santiago            | Chile                  | 1:2       | Argentina            | Eliminatorias Mundial de 2014 |
| 35 | 14-11-2012 | Riad                | Arabia Saudita         | 0:0       | Argentina            | Amistoso                      |
| 36 | 6-2-2013   | Estocolmo           | Suecia                 | 2:3       | Argentina            | Amistoso                      |
| 37 | 23-3-2013  | La Paz              | Bolivia                | 1:1       | Argentina            | Eliminatorias Mundial de 2014 |
| 38 | 8-6-2013   | Buenos Aires        | Argentina              | 0:0       | Colombia             | Eliminatorias Mundial de 2014 |
| 39 | 11-6-2013  | Quito               | Ecuador                | 1:1       | Argentina            | Eliminatorias Mundial de 2014 |
| 40 | 14-9-2013  | Roma                | Italia                 | 1:2       | Argentina            | Amistoso                      |
| 41 | 11-9-2013  | Asunción            | Paraguay               | 2:5       | Argentina            | Eliminatorias Mundial de 2014 |
| 42 | 12-10-2013 | Buenos Aires        | Argentina              | 3:1       | Perú                 | Eliminatorias Mundial de 2014 |
| 43 | 15-11-2013 | East Rutherford     | Ecuador                | 0:0       | Argentina            | Amistoso                      |
| 44 | 18-11-2013 | San Luis            | Argentina              | 2:0       | Bosnia y Herzegovina | Amistoso                      |
| 45 | 5-3-2014   | Bucarest            | Rumania                | 0:0       | Argentina            | Amistoso                      |
| 46 | 4-6-2014   | Buenos Aires        | Argentina              | 3:0       | Trinidad y Tobago    | Amistoso                      |
| 47 | 7-6-2014   | La Plata            | Argentina              | 2:0       | Eslovenia            | Amistoso                      |
| 48 | 15-6-2014  | Río de Janeiro      | Argentina              | 2:1       | Bosnia y Herzegovina | Copa Mundial 2014             |
| 49 | 21-6-2014  | Belo horizonte      | Argentina              | 1:0       | Irán                 | Copa Mundial 2014             |
| 50 | 25-6-2014  | Porto Alegre        | Nigeria                | 2:3       | Argentina            | Copa Mundial 2014             |
| 51 | 1-7-2014   | Sao Paulo           | Argentina              | 1:0       | Suiza                | Copa Mundial 2014             |
| 52 | 5-7-2014   | Brasilia            | Argentina              | 1:0       | Bélgica              | Copa Mundial 2014             |
| 53 | 3-9-2014   | Düsseldorf          | Alemania               | 2:4       | Argentina            | Amistoso                      |
| 54 | 11-10-2014 | Pekín               | Brasil                 | 2:0       | Argentina            | Amistoso                      |
| 55 | 14-11-2014 | Hong Kong           | Hong Kong              | 0:7       | Argentina            | Amistoso                      |
| 56 | 12-11-2014 | Londres             | Argentina              | 2:1       | Croacia              | Amistoso                      |
| 57 | 18-11-2014 | Mánchester          | Argentina              | 0:1       | Portugal             | Amistoso                      |
| 58 | 28-3-2015  | Landover            | El Salvador            | 0:2       | Argentina            | Amistoso                      |
| 59 | 31-3-2015  | East Rutherford     | Argentina              | 2:1       | Ecuador              | Amistoso                      |
| 60 | 6-6-2015   | San Juan            | Argentina              | 5:0       | Bolivia              | Amistoso                      |
| 61 | 13-6-2015  | La Serena           | Argentina              | 2:2       | Paraguay             | Copa América 2015             |
| 62 | 16-6-2015  | La Serena           | Argentina              | 1:0       | Uruguay              | Copa América 2015             |
| 63 | 20-6-2015  | Viña del Mar        | Argentina              | 1:0       | Jamaica              | Copa América 2015             |
| 64 | 26-6-2015  | Viña del Mar        | Argentina              | 0 (5:4) 0 | Colombia             | Copa América 2015             |
| 65 | 30-6-2015  | Concepción          | Argentina              | 6:1       | Paraguay             | Copa América 2015             |
| 66 | 4-7-2015   | Santiago            | Chile                  | 0 (4:1) 0 | Argentina            | Copa América 2015             |
| 67 | 8-10-2015  | Buenos Aires        | Argentina              | 0:2       | Ecuador              | Eliminatorias Mundial de 2018 |
| 68 | 13-10-2015 | Asunción            | Paraguay               | 0:0       | Argentina            | Eliminatorias Mundial de 2018 |
| 69 | 13-11-2015 | Buenos Aires        | Argentina              | 1:1       | Brasil               | Eliminatorias Mundial de 2018 |
| 70 | 17-11-2015 | Barranquilla        | Colombia               | 0:1       | Argentina            | Eliminatorias Mundial de 2018 |
| 71 | 24-3-2016  | Santiago            | Chile                  | 1:2       | Argentina            | Eliminatorias Mundial de 2018 |
| 72 | 29-3-2016  | Córdoba             | Argentina              | 2:0       | Bolivia              | Eliminatorias Mundial de 2018 |
| 73 | 27-5-2016  | San Juan            | Argentina              | 1:0       | Honduras             | Amistoso                      |
| 74 | 7-6-2016   | Santa Clara         | Argentina              | 2:1       | Chile                | Copa América Centenario       |
| 75 | 10-6-2016  | Chicago             | Argentina              | 5:0       | Panamá               | Copa América Centenario       |
| 76 | 27-6-2016  | East Rutherford     | Argentina              | 0 (2:4) 0 | Chile                | Copa América Centenario       |
| 77 | 1-9-2016   | Mendoza             | Argentina              | 1:0       | Uruguay              | Eliminatorias Mundial de 2018 |
| 78 | 6-9-2016   | Mérida              | Venezuela              | 2:2       | Argentina            | Eliminatorias Mundial de 2018 |
| 79 | 6-10-2016  | Lima                | Perú                   | 2:2       | Argentina            | Eliminatorias Mundial de 2018 |
| 80 | 11-10-2016 | Córdoba             | Argentina              | 0:1       | Paraguay             | Eliminatorias Mundial de 2018 |
| 81 | 10-11-2016 | Belo horizonte      | Brasil                 | 3:0       | Argentina            | Eliminatorias Mundial de 2018 |
| 82 | 15-11-2016 | San Juan            | Argentina              | 3:0       | Colombia             | Eliminatorias Mundial de 2018 |
| 83 | 23-3-2017  | Buenos Aires        | Argentina              | 1:0       | Chile                | Eliminatorias Mundial de 2018 |
| 84 | 28-3-2017  | La Paz              | Bolivia                | 2:0       | Argentina            | Eliminatorias Mundial de 2018 |
| 85 | 9-6-2017   | Melbourne           | Brasil                 | 0:1       | Argentina            | Amistoso                      |
| 86 | 13-6-2017  | Singapur            | Singapur               | 0:6       | Argentina            | Amistoso                      |
| 87 | 31-8-2017  | Montevideo          | Uruguay                | 0:0       | Argentina            | Eliminatorias Mundial de 2018 |
| 88 | 5-9-2017   | Buenos Aires        | Argentina              | 1:1       | Venezuela            | Eliminatorias Mundial de 2018 |
| 89 | 5-10-2017  | Buenos Aires        | Argentina              | 0:0       | Perú                 | Eliminatorias Mundial de 2018 |
| 90 | 10-10-2017 | Quito               | Ecuador                | 1:3       | Argentina            | Eliminatorias Mundial de 2018 |
| 91 | 11-11-2017 | Moscú               | Rusia                  | 0:1       | Argentina            | Amistoso                      |
| 92 | 14-11-2017 | Krasnodar           | Argentina              | 2:4       | Nigeria              | Amistoso                      |
| 93 | 23-3-2018  | Mánchester          | Argentina              | 2:0       | Italia               | Amistoso                      |
| 94 | 29-5-2018  | Buenos Aires        | Argentina              | 4:0       | Haití                | Amistoso                      |
| 95 | 16-6-2018  | Moscú               | Argentina              | 1:1       | Islandia             | Copa Mundial 2018             |
| 96 | 26-6-2018  | San Petersburgo     | Nigeria                | 1:2       | Argentina            | Copa Mundial 2018             |
| 97 | 30-6-2018  | Kazán               | Francia                | 4:3       | Argentina            | Copa Mundial 2018             |
| 98 | 15-6-2019  | Salvador de Bahía   | Argentina              | 0:2       | Colombia             | Copa América 2019             |
| 99 | 19-6-2019  | Belo horizonte      | Argentina              | 1:1       | Paraguay             | Copa América 2019             |
| 100 | 28-6-2019  | Río de Janeiro      | Venezuela              | 0:2       | Argentina            | Copa América 2019             |
| 101 | 2-7-2019   | Belo horizonte      | Brasil                 | 2:0       | Argentina            | Copa América 2019             |
| 102 | 6-7-2019   | Sao Paulo           | Argentina              | 2:1       | Chile                | Copa América 2019             |
| 103 | 12-11-2020 | Buenos Aires        | Argentina              | 1:1       | Paraguay             | Eliminatorias Mundial de 2022 |
| 104 | 17-11-2020 | Lima                | Perú                   | 0:2       | Argentina            | Eliminatorias Mundial de 2022 |
| 105 | 3-6-2021   | Santiago del Estero | Argentina              | 1:1       | Chile                | Eliminatorias Mundial de 2022 |
| 106 | 14-6-2021  | Río de Janeiro      | Argentina              | 1:1       | Chile                | Copa América 2021             |
| 107 | 18-6-2021  | Brasilia            | Argentina              | 1:0       | Uruguay              | Copa América 2021             |
| 108 | 21-6-2021  | Brasilia            | Argentina              | 1:0       | Paraguay             | Copa América 2021             |
| 109 | 3-7-2021   | Goiania             | Argentina              | 3:0       | Ecuador              | Copa América 2021             |
| 110 | 6-7-2021   | Brasilia            | Argentina              | 1 (3:2) 1 | Colombia             | Copa América 2021             |
| 111 | 10-7-2021  | Río de Janeiro      | Brasil                 | 0:1       | Argentina            | Copa América 2021             |
| 112 | 2-9-2021   | Caracas             | Venezuela              | 1:3       | Argentina            | Eliminatorias Mundial de 2022 |
| 113 | 9-9-2021   | Buenos Aires        | Argentina              | 3:0       | Bolivia              | Eliminatorias Mundial de 2022 |
| 114 | 7-10-2021  | Asunción            | Paraguay               | 0:0       | Argentina            | Eliminatorias Mundial de 2022 |
| 115 | 10-10-2021 | Buenos Aires        | Argentina              | 3:0       | Uruguay              | Eliminatorias Mundial de 2022 |
| 116 | 14-10-2021 | Buenos Aires        | Argentina              | 1:0       | Perú                 | Eliminatorias Mundial de 2022 |
| 117 | 12-11-2021 | Montevideo          | Uruguay                | 0:1       | Argentina            | Eliminatorias Mundial de 2022 |
| 118 | 16-11-2021 | San Juan            | Argentina              | 0:0       | Brasil               | Eliminatorias Mundial de 2022 |
| 119 | 27-1-2022  | Calama              | Chile                  | 1:2       | Argentina            | Eliminatorias Mundial de 2022 |
| 120 | 1-2-2022   | Córdoba             | Argentina              | 1:0       | Colombia             | Eliminatorias Mundial de 2022 |
| 121 | 25-3-2022  | Buenos Aires        | Argentina              | 3:0       | Venezuela            | Eliminatorias Mundial de 2022 |
| 122 | 1-6-2022   | Londres             | Italia                 | 0:3       | Argentina            | Finalissima 2022              |
| 123 | 27-9-2022  | Harrison            | Jamaica                | 0:3       | Argentina            | Amistoso                      |
| 124 | 16-11-2022 | Abu Dabi            | Emiratos Árabes Unidos | 0:5       | Argentina            | Amistoso                      |
| 125 | 22-11-2022 | Lusail              | Argentina              | 1:2       | Arabia Saudita       | Copa Mundial 2022             |
| 126 | 26-11-2022 | Lusail              | Argentina              | 2:0       | México               | Copa Mundial 2022             |
| 127 | 30-11-2022 | Doha                | Polonia                | 0:2       | Argentina            | Copa Mundial 2022             |
| 128 | 9-12-2022  | Lusail              | Países Bajos           | 2 (3:4) 2 | Argentina            | Copa Mundial 2022             |
| 129 | 18-12-2022 | Lusail              | Argentina              | 3 (4:2) 3 | Francia              | Copa Mundial 2022             |
| 130 | 24-3-2023  | Buenos Aires        | Argentina              | 2:0       | Panamá               | Amistoso                      |
| 131 | 28-3-2023  | Santiago del Estero | Argentina              | 7:0       | Curazao              | Amistoso                      |
| 132 | 15-6-2023  | Pekín               | Argentina              | 2:0       | Australia            | Amistoso                      |
| 133 | 7-9-2023   | Buenos Aires        | Argentina              | 1:0       | Ecuador              | Eliminatorias Mundial de 2026 |
| 134 | 12-9-2023  | La Paz              | Bolivia                | 0:3       | Argentina            | Eliminatorias Mundial de 2026 |
| 135 | 16-11-2023 | Buenos Aires        | Argentina              | 0:2       | Uruguay              | Eliminatorias Mundial de 2026 |
| 136 | 21-11-2023 | Río de Janeiro      | Brasil                 | 0:1       | Argentina            | Eliminatorias Mundial de 2026 |
| 137 | 22-3-2024  | Filadelfia          | Argentina              | 3:0       | El Salvador          | Amistoso                      |
| 138 | 26-3-2024  | Los Ángeles         | Argentina              | 3:1       | Costa Rica           | Amistoso                      |
| 139 | 9-6-2024   | Chicago             | Argentina              | 1:0       | Ecuador              | Amistoso                      |
| 140 | 14-6-2024  | Landover            | Argentina              | 4:1       | Guatemala            | Amistoso                      |
| 141 | 20-6-2024  | Atlanta             | Argentina              | 2:0       | Canadá               | Copa América 2024             |
| 142 | 25-6-2024  | East Rutherford     | Argentina              | 1:0       | Chile                | Copa América 2024             |
| 143 | 29-6-2024  | Miami Gardens       | Argentina              | 2:0       | Perú                 | Copa América 2024             |
| 144 | 9-7-2024   | East Rutherford     | Argentina              | 2:0       | Canadá               | Copa América 2024             |
| 145 | 14-7-2024  | Miami Gardens       | Argentina              | 1:0       | Colombia             | Copa América 2024             |

### Goles con las selecciones nacionales
| #                  | Recinto                                                         | Rival                  | #Gol             | Resultado        | Competición                            |
| Selección sub-20   | Selección sub-20                                                | Selección sub-20       | Selección sub-20 | Selección sub-20 | Selección sub-20                       |
| ------------------ | --------------------------------------------------------------- | ---------------------- | ---------------- | ---------------- | -------------------------------------- |
| 1                  | Estadio Antonio Oddone Sarubi, Ciudad del Este, Paraguay        | Uruguay                | 1-1              | 3-3              | Campeonato Sudamericano Sub-20 de 2007 |
| 2                  | Estadio Antonio Oddone Sarubi, Ciudad del Este, Paraguay        | Uruguay                | 2-1              | 3-3              | Campeonato Sudamericano Sub-20 de 2007 |
| 3                  | Estadio Frank Clair, Ottawa, Canadá                             | Panamá                 | 6-0              | 6-0              | Copa Mundial de Fútbol Sub-20 de 2007  |
| 4                  | National Soccer Stadium, Toronto, Canadá                        | Polonia                | 1-0              | 3-1              | Copa Mundial de Fútbol Sub-20 de 2007  |
| 5                  | National Soccer Stadium, Toronto, Canadá                        | Chile                  | 1-0              | 3-0              | Copa Mundial de Fútbol Sub-20 de 2007  |
| Selección olímpica |                                                                 |                        |                  |                  |                                        |
| 1                  | Estadio de Shanghái, Shanghái, China                            | Países Bajos           | 2-1              | 2-1              | Juegos Olímpicos de Pekín 2008         |
| 2                  | Estadio de Shanghái, Shanghái, China                            | Nigeria                | 1-0              | 1-0              | Juegos Olímpicos de Pekín 2008         |
| Selección absoluta |                                                                 |                        |                  |                  |                                        |
| -                  | Camp Nou, Barcelona, España                                     | Cataluña               | 2-3              | 2-4              | Amistoso no oficial                    |
| 1                  | Estadio Monumental, Buenos Aires, Argentina                     | Canadá                 | 3-0              | 5-0              | Amistoso                               |
| 2                  | Aviva Stadium, Dublín, Irlanda                                  | Irlanda                | 1-0              | 1-0              | Amistoso                               |
| 3                  | Stade de Genève, Ginebra, Suiza                                 | Portugal               | 1-0              | 2-1              | Amistoso                               |
| 4                  | Estadio Mario Alberto Kempes, Córdoba, Argentina                | Costa Rica             | 3-0              | 3-0              | Copa América 2011                      |
| 5                  | Estadio Nacional Bangabandhu, Daca, Bangladés                   | Nigeria                | 2-0              | 3-1              | Amistoso                               |
| 6                  | Estadio Monumental, Buenos Aires, Argentina                     | Ecuador                | 4-0              | 4-0              | Eliminatorias Mundial 2014             |
| 7                  | Commerzbank-Arena, Frankfurt, Alemania                          | Alemania               | 3-0              | 3-1              | Amistoso                               |
| 8                  | Estadio Mario Alberto Kempes, Córdoba, Argentina                | Paraguay               | 1-0              | 3-1              | Eliminatorias Mundial 2014             |
| 9                  | Estadio Defensores del Chaco, Asunción, Paraguay                | Paraguay               | 3-1              | 5-2              | Eliminatorias Mundial 2014             |
| 10                 | Estadio Arena Corinthians, São Paulo, Brasil                    | Suiza                  | 1-0              | 1-0              | Copa Mundial de Fútbol de 2014         |
| 11                 | Esprit Arena, Dusseldorf, Alemania                              | Alemania               | 4-0              | 4-2              | Amistoso                               |
| 12                 | Estadio San Juan del Bicentenario, Gran San Juan, Argentina     | Bolivia                | 1-0              | 5-0              | Amistoso                               |
| 13                 | Estadio San Juan del Bicentenario, Gran San Juan, Argentina     | Bolivia                | 5-0              | 5-0              | Amistoso                               |
| 14                 | Estadio Ester Roa Rebolledo, Concepción, Chile                  | Paraguay               | 3-1              | 6-1              | Copa América 2015                      |
| 15                 | Estadio Ester Roa Rebolledo, Concepción, Chile                  | Paraguay               | 4-1              | 6-1              | Copa América 2015                      |
| 16                 | Estadio Nacional, Santiago, Chile                               | Chile                  | 1-1              | 2-1              | Eliminatorias Mundial 2018             |
| 17                 | Levi's Stadium, Santa Clara, Estados Unidos                     | Chile                  | 1-0              | 2-1              | Copa América Centenario                |
| 18                 | Estadio San Juan del Bicentenario, Gran San Juan, Argentina     | Colombia               | 3-0              | 3-0              | Eliminatorias Mundial 2018             |
| 19                 | Estadio Nacional, Singapur                                      | Singapur               | 6-0              | 6-0              | Amistoso                               |
| 20                 | Kazán Arena, Kazán, Rusia                                       | Francia                | 1-1              | 3-4              | Copa Mundial de Fútbol de 2018         |
| 21                 | Estadio Maracaná, Río de Janeiro, Brasil                        | Brasil                 | 1-0              | 1-0              | Copa América 2021                      |
| 22                 | Estadio Campeón del Siglo, Bañados de Carrasco, Uruguay         | Uruguay                | 1-0              | 1-0              | Eliminatorias Mundial 2022             |
| 23                 | Estadio Zorros del Desierto, Calama, Chile                      | Chile                  | 1-0              | 2-1              | Eliminatorias Mundial 2022             |
| 24                 | Estadio La Bombonera, Buenos Aires, Argentina                   | Venezuela              | 2-0              | 3-0              | Eliminatorias Mundial 2022             |
| 25                 | Estadio de Wembley, Londres, Inglaterra                         | Italia                 | 2-0              | 3-0              | Copa de Campeones Conmebol-UEFA 2022   |
| 26                 | Estadio Mohammed bin Zayed, Abu Dabi, Emiratos Árabes Unidos    | Emiratos Árabes Unidos | 2-0              | 5-0              | Amistoso                               |
| 27                 | Estadio Mohammed bin Zayed, Abu Dabi, Emiratos Árabes Unidos    | Emiratos Árabes Unidos | 3-0              | 5-0              | Amistoso                               |
| 28                 | Estadio Icónico de Lusail, Lusail, Catar                        | Francia                | 2-0              | 3-3              | Copa Mundial de Futbol de 2022         |
| 29                 | Estadio Único Madre de Ciudades, Santiago del Estero, Argentina | Curazao                | 6-0              | 7-0              | Amistoso                               |
| 30                 | Los Angeles Memorial Coliseum, Los Ángeles, Estados Unidos      | Costa Rica             | 1-1              | 3-1              | Amistoso                               |
| 31                 | Soldier Field, Chicago, Estados Unidos                          | Ecuador                | 1-0              | 1-0              | Amistoso                               |

## Estadísticas

### Clubes
Actualizado al último partido disputado el 16 de agosto de 2025.
| Club                               | Div.          | Temporada     | Liga  | Liga  | Liga   | Copas nacionales | Copas nacionales | Copas nacionales | Copas internacionales | Copas internacionales | Copas internacionales | Total | Total | Total  | Media goleadora |
| Club                               | Div.          | Temporada     | Part. | Goles | Asist. | Part.            | Goles            | Asist.           | Part.                 | Goles                 | Asist.                | Part. | Goles | Asist. | Media goleadora |
| ---------------------------------- | ------------- | ------------- | ----- | ----- | ------ | ---------------- | ---------------- | ---------------- | --------------------- | --------------------- | --------------------- | ----- | ----- | ------ | --------------- |
| C. A. Rosario Central Argentina    | 1.            | 2005-06       | 10    | 0     | 0      | 0                | 0                | 0                | 4                     | 0                     | 0                     | 14    | 0     | 0      | 0               |
| C. A. Rosario Central Argentina    | 1.            | 2006-07       | 25    | 6     | 2      | 0                | 0                | 0                | —                     | —                     | —                     | 25    | 6     | 2      | 0.24            |
| S. L. Benfica Portugal             | 1.            | 2007-08       | 26    | 0     | 4      | 5                | 0                | 1                | 11                    | 1                     | 1                     | 42    | 1     | 6      | 0.02            |
| S. L. Benfica Portugal             | 1.            | 2008-09       | 24    | 2     | 2      | 6                | 1                | 1                | 5                     | 1                     | 0                     | 35    | 4     | 3      | 0.12            |
| S. L. Benfica Portugal             | 1.            | 2009-10       | 26    | 5     | 12     | 5                | 1                | 1                | 14                    | 4                     | 6                     | 45    | 10    | 19     | 0.22            |
| Real Madrid C. F. · España         | 1.            | 2010-11       | 35    | 6     | 16     | 8                | 0                | 7                | 10                    | 3                     | 3                     | 53    | 9     | 26     | 0.17            |
| Real Madrid C. F. · España         | 1.            | 2011-12       | 23    | 5     | 16     | 2                | 0                | 0                | 7                     | 2                     | 1                     | 32    | 7     | 17     | 0.22            |
| Real Madrid C. F. · España         | 1.            | 2012-13       | 32    | 7     | 11     | 9                | 2                | 1                | 11                    | 0                     | 4                     | 52    | 9     | 16     | 0.17            |
| Real Madrid C. F. · España         | 1.            | 2013-14       | 34    | 4     | 18     | 7                | 4                | 2                | 11                    | 3                     | 6                     | 52    | 11    | 26     | 0.21            |
| Real Madrid C. F. · España         | 1.            | 2014-15       | 0     | 0     | 0      | 1                | 0                | 0                | 0                     | 0                     | 0                     | 1     | 0     | 0      | 0               |
| Real Madrid C. F. · España         | Total club    | Total club    | 124   | 22    | 61     | 27               | 6                | 10               | 39                    | 8                     | 14                    | 190   | 36    | 85     | 0.19            |
| Manchester United F. C. Inglaterra | 1.            | 2014-15       | 27    | 3     | 10     | 5                | 1                | 1                | —                     | —                     | —                     | 32    | 4     | 11     | 0.13            |
| Manchester United F. C. Inglaterra | Total club    | Total club    | 27    | 3     | 10     | 5                | 1                | 1                | 0                     | 0                     | 0                     | 32    | 4     | 11     | 0.13            |
| Paris Saint-Germain F. C. Francia  | 1.            | 2015-16       | 29    | 10    | 18     | 8                | 2                | 4                | 10                    | 3                     | 3                     | 47    | 15    | 25     | 0.32            |
| Paris Saint-Germain F. C. Francia  | 1.            | 2016-17       | 29    | 6     | 7      | 7                | 4                | 7                | 7                     | 4                     | 1                     | 43    | 14    | 15     | 0.33            |
| Paris Saint-Germain F. C. Francia  | 1.            | 2017-18       | 30    | 11    | 6      | 10               | 9                | 5                | 5                     | 1                     | 1                     | 45    | 21    | 12     | 0.47            |
| Paris Saint-Germain F. C. Francia  | 1.            | 2018-19       | 30    | 12    | 12     | 7                | 5                | 2                | 8                     | 2                     | 3                     | 45    | 19    | 17     | 0.42            |
| Paris Saint-Germain F. C. Francia  | 1.            | 2019-20       | 26    | 8     | 14     | 6                | 2                | 2                | 9                     | 3                     | 7                     | 41    | 13    | 23     | 0.32            |
| Paris Saint-Germain F. C. Francia  | 1.            | 2020-21       | 27    | 5     | 11     | 6                | 0                | 2                | 10                    | 1                     | 5                     | 43    | 6     | 18     | 0.12            |
| Paris Saint-Germain F. C. Francia  | 1.            | 2021-22       | 26    | 5     | 8      | 0                | 0                | 0                | 5                     | 0                     | 1                     | 31    | 5     | 9      | 0.16            |
| Paris Saint-Germain F. C. Francia  | Total club    | Total club    | 197   | 57    | 76     | 44               | 22               | 22               | 54                    | 14                    | 21                    | 295   | 93    | 119    | 0.32            |
| Juventus de Turín · Italia         | 1.            | 2022-23       | 26    | 4     | 4      | 4                | 0                | 0                | 10                    | 4                     | 3                     | 40    | 8     | 7      | 0.2             |
| Juventus de Turín · Italia         | Total club    | Total club    | 26    | 4     | 4      | 4                | 0                | 0                | 10                    | 4                     | 3                     | 40    | 8     | 7      | 0.2             |
| S. L. Benfica Portugal             | 1.            | 2023-24       | 28    | 9     | 10     | 9                | 3                | 1                | 11                    | 5                     | 2                     | 48    | 17    | 13     | 0.35            |
| S. L. Benfica Portugal             | 1.            | 2024-25       | 25    | 8     | 5      | 6                | 6                | 2                | 13                    | 5                     | 2                     | 44    | 19    | 9      | 0.43            |
| S. L. Benfica Portugal             | Total club    | Total club    | 129   | 24    | 33     | 31               | 11               | 6                | 54                    | 16                    | 11                    | 214   | 51    | 50     | 0.24            |
| C. A. Rosario Central Argentina    | 1.            | 2025          | 5     | 2     | 0      | 0                | 0                | 0                | 0                     | 0                     | 0                     | 5     | 2     | 0      | 0.4             |
| C. A. Rosario Central Argentina    | Total club    | Total club    | 40    | 8     | 2      | 0                | 0                | 0                | 4                     | 0                     | 0                     | 44    | 8     | 2      | 0.18            |
| Total carrera                      | Total carrera | Total carrera | 543   | 118   | 186    | 111              | 40               | 39               | 161                   | 42                    | 49                    | 815   | 200   | 274    | 0.25            |

### Selección nacional absoluta
Actualizado al último partido jugado el 14 de julio de 2024.
| Selección | Año   | Amistosos | Amistosos | Amistosos | Copa América | Copa América | Copa América | Eliminatorias | Eliminatorias | Eliminatorias | Mundial | Mundial | Mundial | Copa de Campeones Conmebol-UEFA | Copa de Campeones Conmebol-UEFA | Copa de Campeones Conmebol-UEFA | Total | Total | Total  |
| Selección | Año   | Part.     | Goles     | Asist.    | Part.        | Goles        | Asist.       | Part.         | Goles         | Asist.        | Part.   | Goles   | Asist.  | Part.                           | Goles                           | Asist.                          | Part. | Goles | Asist. |
| --------- | ----- | --------- | --------- | --------- | ------------ | ------------ | ------------ | ------------- | ------------- | ------------- | ------- | ------- | ------- | ------------------------------- | ------------------------------- | ------------------------------- | ----- | ----- | ------ |
| Argentina | Año   |           |           |           |              |              |              |               |               |               |         |         |         |                                 |                                 |                                 |       |       |        |
| 2008      | —     | —         | —         | —         | —            | —            | 1            | 0             | 0             | —             | —       | —       | —       | —                               | —                               | 1                               | 0     | 0     |        |
| 2009      | 1     | 0         | 0         | —         | —            | —            | 4            | 0             | 0             | —             | —       | —       | —       | —                               | —                               | 5                               | 0     | 0     |        |
| 2010      | 6     | 2         | 1         | —         | —            | —            | —            | —             | —             | 5             | 0       | 0       | —       | —                               | —                               | 11                              | 2     | 1     |        |
| 2011      | 5     | 2         | 0         | 3         | 1            | 0            | 2            | 0             | 2             | —             | —       | —       | —       | —                               | —                               | 10                              | 3     | 2     |        |
| 2012      | 3     | 1         | 1         | —         | —            | —            | 5            | 2             | 4             | —             | —       | —       | —       | —                               | —                               | 8                               | 3     | 5     |        |
| 2013      | 4     | 0         | 1         | —         | —            | —            | 5            | 1             | 0             | —             | —       | —       | —       | —                               | —                               | 9                               | 1     | 1     |        |
| 2014      | 8     | 1         | 4         | —         | —            | —            | —            | —             | —             | 5             | 1       | 0       | —       | —                               | —                               | 13                              | 2     | 4     |        |
| 2015      | 3     | 2         | 1         | 6         | 2            | 2            | 4            | 0             | 0             | —             | —       | —       | —       | —                               | —                               | 13                              | 4     | 3     |        |
| 2016      | 1     | 0         | 0         | 3         | 1            | 2            | 8            | 2             | 1             | —             | —       | —       | —       | —                               | —                               | 12                              | 3     | 3     |        |
| 2017      | 4     | 1         | 1         | —         | —            | —            | 6            | 0             | 1             | —             | —       | —       | —       | —                               | —                               | 10                              | 1     | 2     |        |
| 2018      | 2     | 0         | 0         | —         | —            | —            | —            | —             | —             | 3             | 1       | 0       | —       | —                               | —                               | 5                               | 1     | 0     |        |
| 2019      | —     | —         | —         | 5         | 0            | 0            | —            | —             | —             | —             | —       | —       | —       | —                               | —                               | 5                               | 0     | 0     |        |
| 2020      | —     | —         | —         | —         | —            | —            | 2            | 0             | 0             | —             | —       | —       | —       | —                               | —                               | 2                               | 0     | 0     |        |
| 2021      | —     | —         | —         | 6         | 1            | 1            | 8            | 1             | 0             | —             | —       | —       | —       | —                               | —                               | 14                              | 2     | 1     |        |
| 2022      | 2     | 2         | 1         | —         | —            | —            | 3            | 2             | 1             | 5             | 1       | 1       | 1       | 1                               | 0                               | 11                              | 6     | 3     |        |
| 2023      | 3     | 1         | 0         | —         | —            | —            | 4            | 0             | 2             | —             | —       | —       | —       | —                               | —                               | 7                               | 1     | 2     |        |
| 2024      | 4     | 2         | 2         | 5         | 0            | 1            | —            | —             | —             | —             | —       | —       | —       | —                               | —                               | 9                               | 2     | 3     |        |
| Total     | Total | 46        | 14        | 12        | 28           | 5            | 6            | 52            | 8             | 11            | 18      | 3       | 1       | 1                               | 1                               | 0                               | 145   | 31    | 30     |

## Palmarés

### Campeonatos nacionales
| Título                      | Equipo                    | País     | Año     |
| --------------------------- | ------------------------- | -------- | ------- |
| Primeira Liga               | S. L. Benfica             | Portugal | 2009-10 |
| Copa de la Liga de Portugal | S. L. Benfica             | Portugal | 2009    |
| Copa de la Liga de Portugal | S. L. Benfica             | Portugal | 2010    |
| Copa del Rey                | Real Madrid C. F.         | España   | 2010-11 |
| Primera División de España  | Real Madrid C. F.         | España   | 2011-12 |
| Supercopa de España         | Real Madrid C. F.         | España   | 2012    |
| Copa del Rey                | Real Madrid C. F.         | España   | 2013-14 |
| Copa de Francia             | Paris Saint-Germain F. C. | Francia  | 2015-16 |
| Copa de la Liga de Francia  | Paris Saint-Germain F. C. | Francia  | 2015-16 |
| Ligue 1                     | Paris Saint-Germain F. C. | Francia  | 2015-16 |
| Supercopa de Francia        | Paris Saint-Germain F. C. | Francia  | 2016    |
| Copa de Francia             | Paris Saint-Germain F. C. | Francia  | 2016-17 |
| Copa de la Liga de Francia  | Paris Saint-Germain F. C. | Francia  | 2016-17 |
| Supercopa de Francia        | Paris Saint-Germain F. C. | Francia  | 2017    |
| Copa de Francia             | Paris Saint-Germain F. C. | Francia  | 2017-18 |
| Copa de la Liga de Francia  | Paris Saint-Germain F. C. | Francia  | 2017-18 |
| Ligue 1                     | Paris Saint-Germain F. C. | Francia  | 2017-18 |
| Supercopa de Francia        | Paris Saint-Germain F. C. | Francia  | 2018    |
| Ligue 1                     | Paris Saint-Germain F. C. | Francia  | 2018-19 |
| Supercopa de Francia        | Paris Saint-Germain F. C. | Francia  | 2019    |
| Copa de Francia             | Paris Saint-Germain F. C. | Francia  | 2019-20 |
| Copa de la Liga de Francia  | Paris Saint-Germain F. C. | Francia  | 2019-20 |
| Ligue 1                     | Paris Saint-Germain F. C. | Francia  | 2019-20 |
| Supercopa de Francia        | Paris Saint-Germain F. C. | Francia  | 2020    |
| Copa de Francia             | Paris Saint-Germain F. C. | Francia  | 2020-21 |
| Ligue 1                     | Paris Saint-Germain F. C. | Francia  | 2021-22 |
| Supercopa de Portugal       | S. L. Benfica             | Portugal | 2023    |
| Copa de la Liga de Portugal | S. L. Benfica             | Portugal | 2024-25 |

### Campeonatos internacionales
| Título                          | Equipo (*)                      | Sede           | Año     |
| ------------------------------- | ------------------------------- | -------------- | ------- |
| Copa Mundial Sub-20             | Selección de Argentina sub-20   | Canadá         | 2007    |
| Juegos Olímpicos                | Selección olímpica de Argentina | Pekín          | 2008    |
| Liga de Campeones de la UEFA    | Real Madrid C. F.               | Lisboa         | 2013-14 |
| Supercopa de Europa             | Real Madrid C. F.               | Cardiff        | 2014    |
| Copa América                    | Selección de Argentina          | Brasil         | 2021    |
| Copa de Campeones Conmebol-UEFA | Selección de Argentina          | Londres        | 2022    |
| Copa Mundial de la FIFA         | Selección de Argentina          | Catar          | 2022    |
| Copa América                    | Selección de Argentina          | Estados Unidos | 2024    |

(*) Incluyendo la selección.

### Distinciones individuales
| Distinción                                                               | Año                       |
| ------------------------------------------------------------------------ | ------------------------- |
| Máximo asistente de La Liga                                              | 2014                      |
| Equipo de las Estrellas de la Copa Mundial de Fútbol                     | 2014                      |
| Equipo del año UEFA                                                      | 2014                      |
| XI Mundial FIFA/FIFPro                                                   | 2014                      |
| Nominado al FIFA Balón de Oro, 10° posición                              | 2014                      |
| Olimpia de Plata al mejor argentino del exterior                         | 2014                      |
| Máximo asistente de la Ligue 1                                           | 2016                      |
| Equipo del año en la Ligue 1                                             | 2015-16, 2016-17, 2018-19 |
| Equipo del Año de la European Sports Media                               | 2016                      |
| Equipo del año en la Liga de Campeones de la UEFA                        | 2020                      |
| Bota de Oro de la Copa Mundial de Clubes de la FIFA                      | 2025                      |
| Jugador del partido                                                      |                           |
| Jugador del Partido de la Final de Liga de Campeones                     | 2014                      |
| Jugador del Partido en la Copa América (vs Jamaica)                      | 2015                      |
| Jugador del Partido en la Copa América (vs Chile)                        | 2016                      |
| Jugador del Partido de la Final de Copa de la Liga                       | 2017                      |
| Jugador del Partido en la Liga de Campeones (vs. Leipzig)                | 2020                      |
| Premio Konex - Fútbol en el Exterior                                     | 2020                      |
| Jugador del Partido de la Final de Copa América (vs Brasil)              | 2021                      |
| Jugador del Partido de la Final de Copa América (vs Colombia)            | 2024                      |
| Jugador del partido vs Auckland City - Copa Mundial de Clubes de la FIFA | 2025                      |

- Parte de los 100 mejores jugadores del año, a nivel mundial por The Guardian[110] — 2012 (47.º), 2013 (72.º), 2014 (14.º), 2015 (39.º), 2016 (43.º), 2017 (100.º), 2019 (39.º), 2020 (38.º), 2021 (32.º), 2022 (38.º), 2023 (83.º)